# Edward VII của Anh
Edward VII của Anh (Albert Edward; 9 tháng 11 năm 1841 – 6 tháng 5 năm 1910) là Quốc vương Vương quốc Anh và các quốc gia tự trị của Anh, và Hoàng đế Ấn Độ, từ 22 tháng 1 năm 1901 cho đến khi ông qua đời vào năm 1910.
Là con trai lớn của Victoria của Anh và Albrecht xứ Sachsen-Coburg và Gotha, Edward có quan hệ bà con với khắp các hoàng gia vương thất châu Âu. Trước khi kế vị ngai vàng, ông giữ địa vị người thừa kế và mang danh hiệu Thân vương xứ Wales trong thời gian dài hơn bất kì người tiền nhiệm nào. Trong những năm trị vì lâu dài của mẹ, ông bị loại khỏi các công việc chính trị, và dành sự quan tâm cho thời trang và những công việc nhàn hạ. Ông chu du khắp nước Anh để thực hiện các nghi lễ công chúng, và đại diện cho Anh quốc đến công du các nước khác. Chuyến đi thăm Bắc Mĩ năm 1860 và Ấn Độ năm 1875 khá thành công, mặc dù ông vẫn mất điểm trước công chúng khi bị coi là một vương tử ăn chơi trác táng và có mối quan hệ không mấy tốt đẹp với mẹ mình.
Khi lên ngôi, Edward VII đóng vai trò trong công cuộc hiện đại hóa Hạm đội quốc gia Anh và tái tổ chức quân đội Anh sau Chiến tranh Boer thứ hai. Ông lập lại những nghi lễ truyền thống như hiện diện trước công chúng và mở rộng xã hội hóa trong vương thất. Edward thiết lập quan hệ tốt đẹp giữa Anh với các nước châu Âu khác, đặc biệt là Pháp, do đó ông được quần chúng gọi là "người tạo ra hòa bình", nhưng quan hệ giữa quốc vương với người cháu gọi ông bằng cậu, Đức hoàng Wilhelm II, khá tồi tệ. Thời đại Edward, kéo dài suốt những năm trị vì của Edward và mang theo tên ông, trùng hợp với thời điểm bắt đầu của thế kỉ mới và dự báo trước những thay đổi đáng kể trong công nghiệp và xã hội, bao gồm sự phát triển của tua bin hơi nước và sự nổi lên của chủ nghĩa xã hội. Edward VII qua đời năm 1910 khi cuộc khủng hoảng hiến pháp lên đến cao trào và nó được giải quyết vào năm sau với Đạo luật Nghị viện 1911, hạn chế quyền lực tối đa của Thượng viện vốn được lập ra không qua bầu cử.

## Tuổi thơ và giáo dục

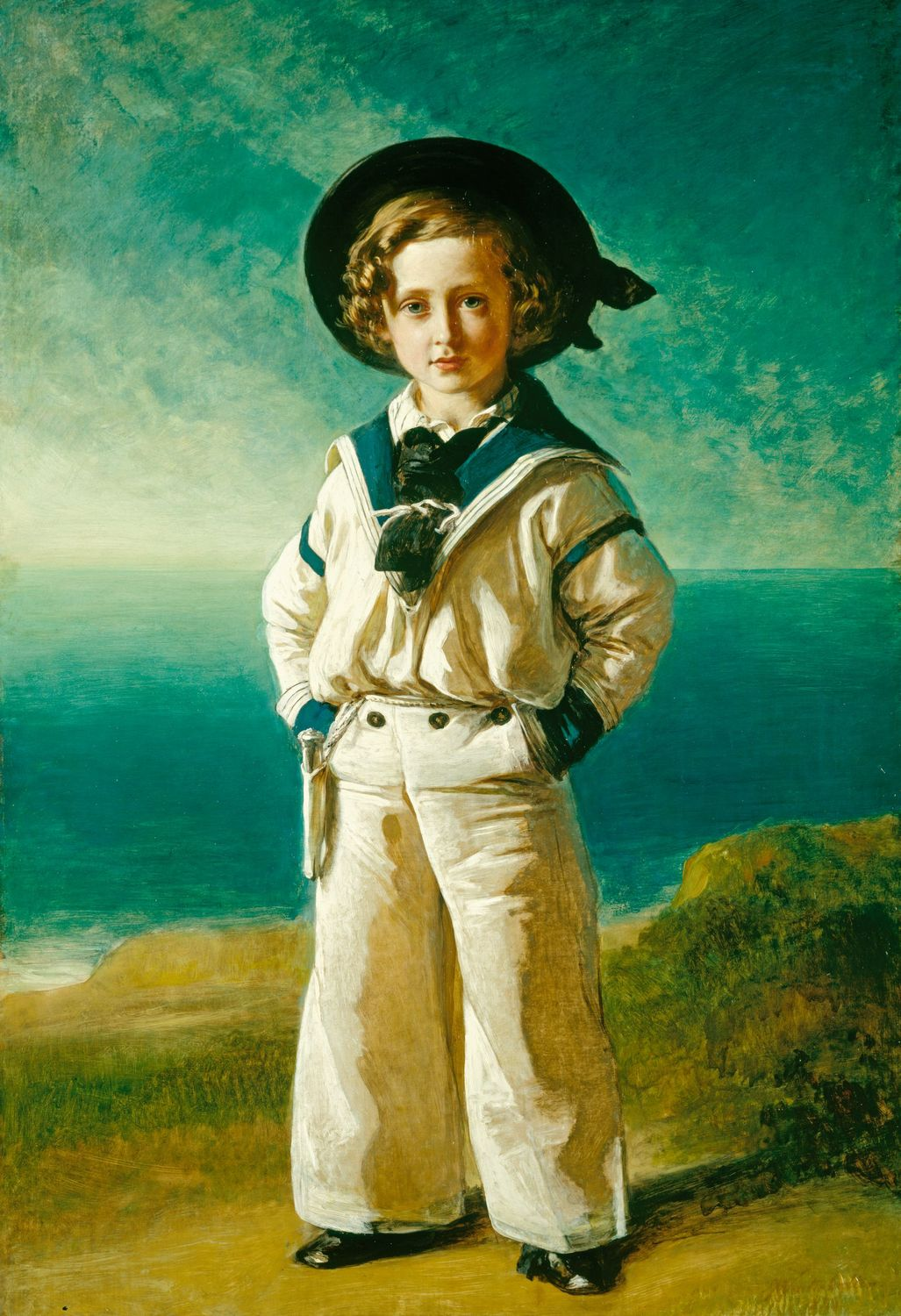
Chân dung Albert Edward, Thân vương xứ Wales, bởi Winterhalter, 1846.

Albert Edward chào đời lúc 10:48 sáng ngày 9 tháng 11 năm 1841 tại Cung điện Buckingham. Ông là con trai lớn nhất và là người con thứ hai của Victoria của Anh cùng Albrecht xứ Sachsen-Coburg và Gotha. Ông được đặt tên thánh Albert Edward tại Nhà nguyện Thánh George, Lâu đài Windsor, ngày 25 tháng 1 năm 1842. Ông mang tên Albert theo tên cha ông và tên Edward theo tên ông ngoại quá cố Vương tử Edward, Công tước xứ Kent và Strathearn. Trong gia đình, ông được gọi một cách thân thiết là Bertie.
Là con trai lớn của người đứng đầu vương quốc Anh, Albert Edward hiển nhiên trở thành Công tước xứ Cornwall và Công tước xứ Rothesay ngay từ khi chào đời. Là con trai của Vương tế Albert, ông cũng mang địa vị của Công tôn xứ Sachsen-Coburg và Gotha và Công tước xứ Sachsen. Ông được tấn phong Thân vương xứ Wales và Bá tước xứ Chester ngày 8 tháng 12 năm 1841, Bá tước của Dublin ngày 17 tháng 1 năm 1850, danh dự Hiệp sĩ Garter ngày 9 tháng 11 năm 1858, và Hiệp sĩ Thistle ngày 24 tháng 5 năm 1867. Năm 1863, Edward tuyên bố từ bỏ quyền thừa kế Công quốc Sachsen-Coburg và Gotha cho em trai ông, Vương tử Alfred.
Victoria của Anh và Vương tế Albert xác định rằng Vương trưởng tử nên được dạy dỗ trong một nền giáo dục sẽ chuẩn bị cho ông trên cương vị một vị vua lập hiến hiện đại. Vì vậy, khi lên bảy, Edward bắt đầu học tập trong một chương trình giáo dục nghiêm khắc do Vương tế Albert đặt ra, và bị khá nhiều gia sư giám sát. Không như chị gái ông Victoria, Edward không nổi trội trong học tập. Ông cố gắng đáp ứng sự kì vọng của song thân, nhưng không mấy thành công. Mặc dù Edward không phải là một học sinh chuyên cần nhưng tài năng của ông là sự quyến rũ, dễ gần và khéo xử sự. Benjamin Disraeli đã mô tả vị Vương tử nắm bắt tốt, sáng dạ và có cách cư xử đáng yêu. Sau khi học xong chương trình trung cấp, gia sư của ông được thay thế bằng một ủy viên chính phủ duy nhất, Robert Bruce.
Sau một chuyến du học đến Rome, diễn ra vào những tháng đầu năm 1859, ông dành cả mùa hạ năm đó học tại Đại học Edinburgh cùng với những nhân vật khác, như nhà hóa học Lyon Playfair. Tháng 10, ông trúng tuyển vào Christ Church, Oxford. Lúc này đã thoát khỏi nền giáo dục bị kìm kẹp chặt của cha mẹ, ông bắt đầu say mê nghiên cứu và vượt qua thành công các kì thi. Năm 1861, ông chuyển sang Trinity College, Cambridge, nơi ông được dày kèm môn sử bởi Charles Kingsley, Giáo sư lịch sử cấp cao. Những nỗ lực của Kingsley đem đến bảng thành tích học tập tốt nhất trong cuộc đời Edward, và Edward thực sự mong đợi những bài giảng của ông.

## Thời thanh niên

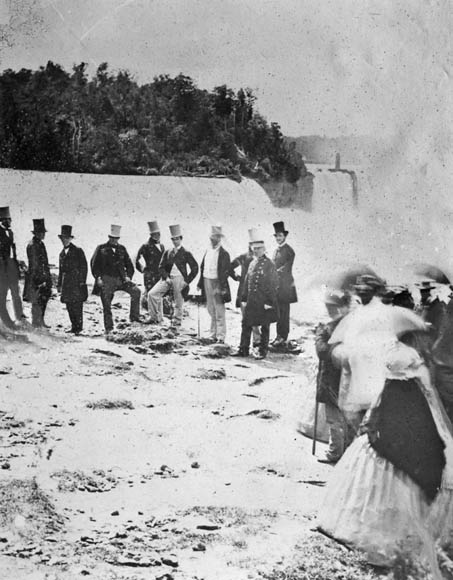
Edward tại Niagara Falls, 1860

Năm 1860, Edward có chuyến đi đầu tiên tới Bắc Mỹ trên tư cách người thừa kế ngôi vua Anh. Những hành xử ân cần, vui tính, tự tin và thân thiện của ông làm cho chuyến thăm đạt được thành công lớn. Ông tham dự cuộc khánh thành Cầu Victoria, Montreal, bắt qua Sông Saint Lawrence, và xếp viên gạch đầu tiên xây Parliament Hill, Ottawa. Thân vương xem Charles Blondin chinh phục Niagara Falls từ trên cao, và dành thời gian ba ngày với Tổng thống James Buchanan tại Nhà Trắng. Buchanan cùng đi với Vương tử đến Mount Vernon, để bày tỏ lòng tôn kính của ông trước mộ George Washington. Đám đông chào đón ông ở khắp mọi nơi. Vương tử Edward đã gặp Henry Wadsworth Longfellow, Ralph Waldo Emerson và Oliver Wendell Holmes. Lần đầu tiên người ta đã cầu nguyện cho vương thất tại Nhà thờ Trinity, New York, kể từ năm 1776. Chuyến đi bốn tháng trên lãnh thổ Canada và Hoa Kỳ đã củng cố cho Edward lòng tự tin và tự trọng, và đem lại nhiều lợi ích về ngoại giao cho Liên hiệp Anh.
Edward hi vọng sẽ được giao trọng trách trong Quân đội Anh, nhưng mẹ ông phủ quyết không cho ông hoạt động quân sự. Ông được công nhận là đại tá vào ngày 9 tháng 11 năm 1858—trong nỗi thất vọng của ông, vì ông muốn giành công việc bằng một kì sát hạch kĩ lưỡng. Tháng 9 năm 1861, Edward được đưa đến Đức, được cho là nhằm mục đích quan sát những cuộc diễn tập quân sự, nhưng mục đích thực sự của chuyến đi là một cuộc gặp giữa ông và Vương tôn nữAlexandra của Đan Mạch, con gái lớn của Thái tử Christian của Đan Mạch cùng vợ ông là Luise. Victoria và Albert đã quyết định từ lâu về hôn sự giữa Edward và Alexandra. Họ gặp nhau ở Speyer ngày 24 tháng 9 dưới sự xếp đặt của chị ông, Victoria, người đã thành hôn với Thái tử nước Phổ năm 1858. Chị của Edward, làm việc này theo sự hướng dẫn của mẹ họ, đã gặp Alexandra tại Strelitz vào tháng 6. Vị Vương tôn nữ trẻ người Đan Mạch đã gây ấn tượng lớn đối với Thân vương: Edward và Alexandra thân thiết với nhau ngay từ đầu. Cuộc gặp gỡ diễn ra tốt đẹp đối với cả hai bên, và kế hoạch hôn sự tiếp tục tiến triển.
Từ thời gian này, Edward đã mang tiếng là một kẻ ăn chơi trác táng. Quyết tâm học hỏi kinh nghiệm trong quân đội, Edward tham dự diễn tập ở Ireland, trong thời gian đó ông dành ba đêm với một ả đào hát, Nellie Clifden, người này bị đem giấu vào trại của các sĩ quan đồng nghiệp. Vương tế Albrecht, dù đang bị bệnh, đã kinh hoảng và đến gặp Edward tại Cambridge để khiển trách vị Vương tử trẻ. Albert mất vào tháng 12 năm 1861 chỉ hai tuần sau chuyến thăm này. Victoria không bao giờ nguôi ngoai, bà mặc đồ tang trong suốt quãng đời còn lại và đay nghiến Edward vì cái chết của cha ông. Ban đầu, bà nhìn con trai bằng ánh mắt chán ghét, cho rằng ông phù phiếm và vô trách nhiệm. Bà viết thư cho Vương trưởng nữ, "Mẹ sẽ không bao giờ có thể, hay sẽ nhìn em con mà không khỏi rùng mình."

## Hôn nhân
Sau ngày trở thành góa phụ, Nữ vương Victoria  không muốn xuất hiện trước công chúng. Không lâu sau cái chết của Vương tế Albrecht, bà xếp đặt cho Edward thực hiện các chuyến công du tới Trung Đông, thăm Ai Cập, Jerusalem, Damascus, Beirut và Constantinople. Chính phủ Anh muốn Edward củng cố tình hữu nghị với nhà cai trị Ai Cập, Said Pasha, để ngăn chặn người Pháp kiểm soát kênh đào Suez nếu Đế chế Ottoman sụp đổ. Đó là chuyến thăm vương thất đầu tiên mà một nhiếp ảnh gia chuyên nghiệp, Francis Bedford, được tham dự. Khi Edward trở về Anh, những sự chuẩn bị cho hôn nhân đang được tiến hành, và hoàn tất tại Laeken thuộc Bỉ ngày 9 tháng 9 năm 1862. Edward kết hôn với Alexandra tại Nhà nguyện Thánh George, Lâu đài Windsor, ngày 10 tháng 3 năm 1863. Ông 21 tuổi, còn bà lên 18.

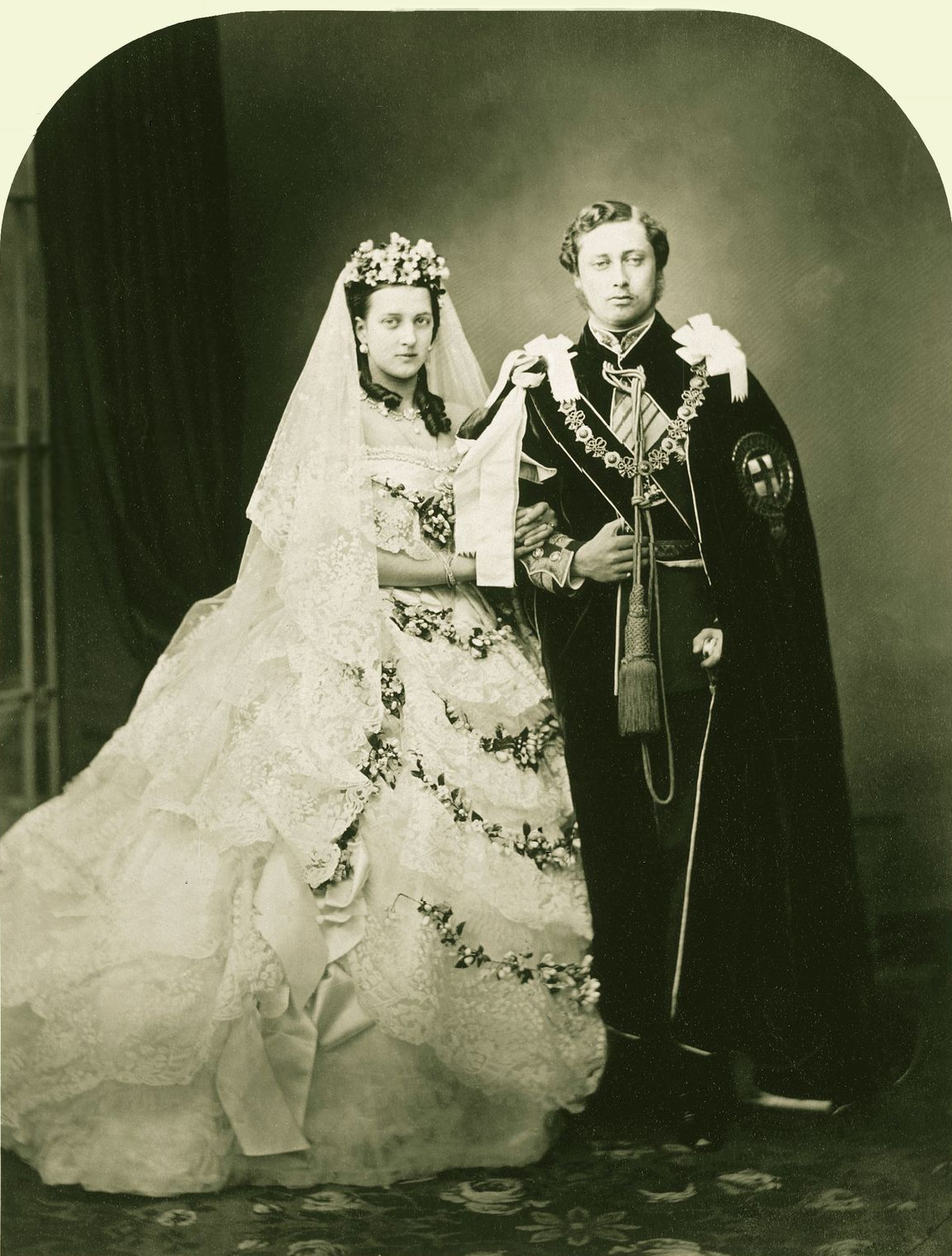
Edward và Alexandra vào ngày cưới của họ, 1863.

Cặp đôi này đã thành lập Marlborough House làm nơi cư trú của họ ở London và Sandringham House ở Norfolk làm nơi ở khi họ ẩn dật. Họ có những thú tiêu khiển xa hoa. Cuộc hôn nhân gặp sự phản đối trong suốt thể kỉ đó vì Nữ vương Victoria có một nửa dòng máu Đức, và Đan Mạch tranh chấp với Đức các lãnh thổ Schleswig và Holstein. Khi cha của Alexandra bước lên ngai vàng Đan Mạch thánh 11, 1863, Liên minh Đức đã có cơ hội tấn công và thôn tính Schleswig-Holstein. Victoria có quan tâm rằng đó là một đám cưới phù hợp cho tình hình chính trị đương thời. Sau đám cưới, bà tỏ ra lo lắng về phong cách sống của họ và cố gắng áp đặt họ trong nhiều vấn đề, bao gồm việc đặt tên cho con cái họ.
Edward có nhiều tình nhân xen vào cuộc sống hôn nhân của ông. Ông tằng tịu với đào hát Lillie Langtry; Lady Randolph Churchill (sinh ra Jennie Jerome, là mẹ của Winston Churchill); Daisy Greville, Bá tước phu nhân xứ Warwick; đào hát Sarah Bernhardt; nữ quý tộc Lady Susan Vane-Tempest; ca sĩ Hortense Schneider; ả gái điếm Giulia Beneni (được gọi là "La Barucci"); Agnes Keyser; và Alice Keppel. Ước đoán là có ít nhất là 55 cuộc tình vụng trộm. Bằng cách nào mà các mối quan hệ này kết thúc thì người ta không rõ. Edward luôn tìm cách giữ kín, nhưng điều đó không ngăn được những tin đồn trong xã hội và báo chí. Một trong những cháu cố của Alice Keppel, Camilla Shand, trở thành tình nhân và sau đó là vợ chính thức của Charles III, một trong những cháu sơ của Edward. Có tin đồn rằng bà của Camilla, Sonia Keppel (chào đời tháng 5 năm 1900), là con ngoại hôn của Edward, nhưng bà "gần như chắc chắn" là con gái của George Keppel, vì bà rất giống ông ta. Edward không bao giờ thừa nhận bất kì đứa con ngoại hôn nào. Alexandra được tin là biết rõ về cái thói trăng hoa của chồng nhưng vẫn chấp nhận như vậy.
Năm 1869, Sir Charles Mordaunt, một thành viên trong Nghị viện, đe dọa sẽ cho Edward trở thành đồng bị đơn trong vụ kiện li hôn của ông ta. Cuối cùng, ông ta không làm như vậy dù Edward được triệu tập làm nhân chứng trong phiên tòa đầu năm 1870. Người ta chỉ ra rằng Edward đã đến nhà của Mordaunt trong khi Sir Charles đang ngồi họp trong Viện Thứ dân. Mặc dù không có gì nhiều hơn được chứng minh và Edward phủ nhận chuyện ngoại tình, lời đồn đoán về hành động này vẫn gây hại cho ông.
Trong những năm 1880, Edward là khách quen của các nhà thổ ở Paris, đáng kể nhất là Le Chabanais, đây coi như là công trình hàng đầu ở Paris, cái thành phố mà các nhà thổ được coi là hợp pháp. Một căn phòng có bồn tắm đôi khi được chứa đầy rượu champagne; và một thiết kế đặc biệt và tinh xảo siège d'amour (ghế tình yêu) tạo điều kiện cho quan hệ bằng miệng thật dễ dàng và còn những hình thức quan hệ khác với hai hoặc ba người. Nó bây giờ là một hiện vật tại viện bảo tàng.
Trong khi Victoria để tang chồng, Edward là người đi đầu trong ý tưởng cho Vương thất xuất hiện trước công chúng như chúng ta nhìn thấy họ hôm nay, điển hình như, khánh thành Thames Embankment năm 1871, Mersey Tunnel năm 1886, và Tower Bridge năm 1894— nhưng Nữ vương không cho Edward tham gia tích cực vào các hoạt động nhà nước cho đến năm 1898. Ông đã được gửi một phần quan trọng của các tài liệu chính phủ, nhưng bà không cho ông xem bản gốc. Ông thể hiện sự bực bội với mẹ ông bằng cách đứng về phía Đan Mạch trong Vấn đề Schleswig-Holstein năm 1864 (khi bà ta đứng về Đức) và trong cùng năm quấy rầy mẹ ông một lần nữa bằng cách cố gắng dự một cuộc gặp Giuseppe Garibaldi. Thủ tướng thuộc Đảng Tự do William Ewart Gladstone đã gửi cho ông các giấy tờ một cách bí mật. Từ 1886, Ngoại trưởng Lãnh chúa Rosebery các bản thông điệp của bộ Ngoại giao, và từ 1892 một vài tài liệu nội các được đến tay ông.
Năm 1870 sự ủng hộ dành cho phe Cộng hòa ở Anh tăng lên khi Hoàng đế Pháp, Napoleon III, chiến bại trong Chiến tranh Pháp-Phổ và Đệ Tam Cộng hòa Pháp được thành lập. Tuy nhiên, mùa đông năm 1871, trong một lần bệnh suýt chết thì Edward đã chiếm được tình cảm của công chúng và cải thiện được quan hệ với mẹ ông. Trong khi đang cư ngụ tại Londesborough Lodge, gần Scarborough, North Yorkshire, Edward nhiễm bệnh thương hàn, căn bệnh được cho là đã dẫn đến cái chết của thân phụ ông. Sự lo lắng lớn trên khắp cả nước, và một trong số những người khách của ông (Lãnh chúa Chesterfield) chết. Sự hồi phục của Edward đã khiến mọi thứ hết căng thẳng. Các buổi lễ công cộng bao gồm Liên hoan Te Deum của Arthur Sullivan. Edward quen biết với các chính trị gia của tất cả các đảng, bao gồm những người Cộng hòa, coi họ như bạn của ông, và vì thế làm tiêu tan hết mọi ý kiến chống lại ông.

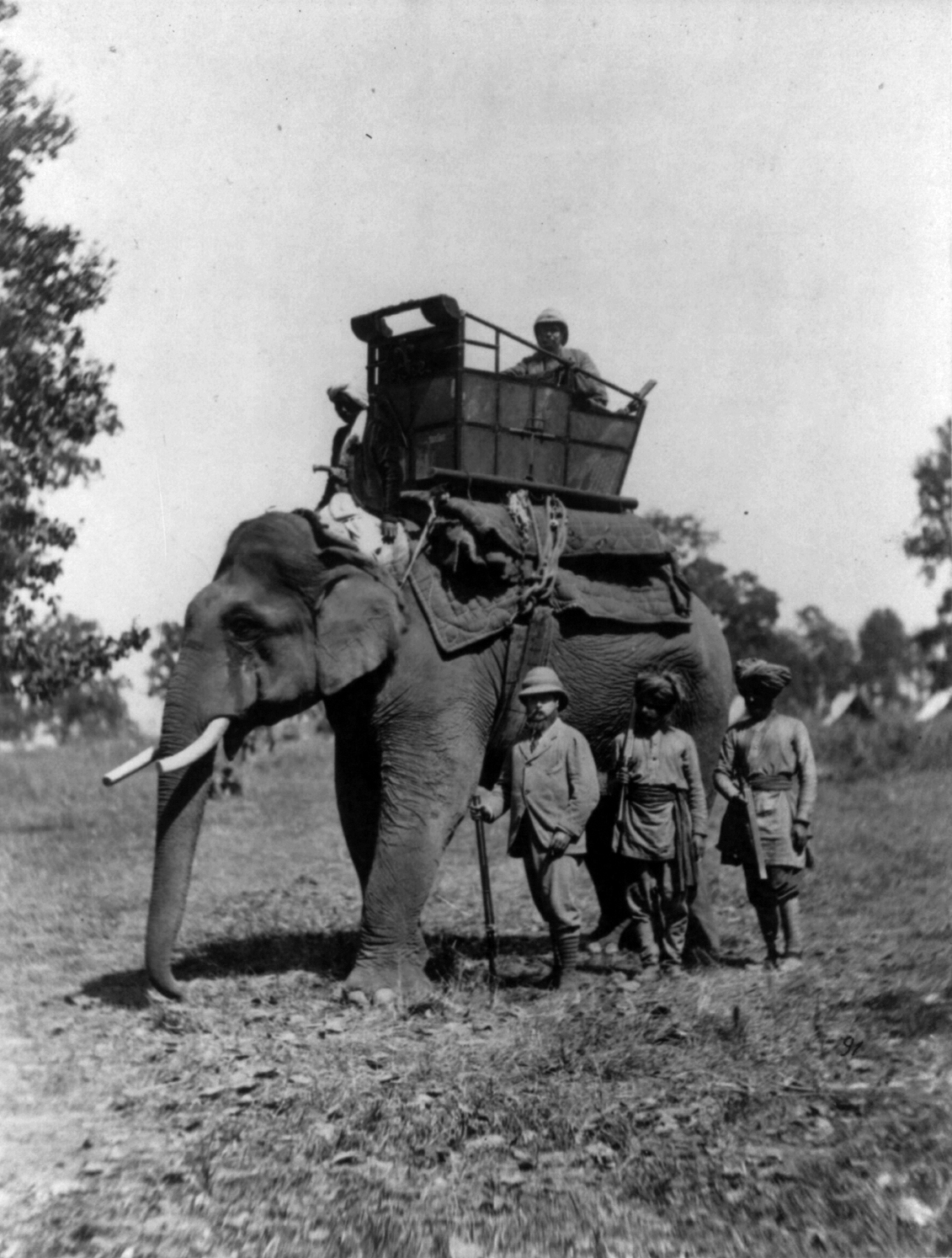
Edward (chính giữa phía trước) ở Ấn Độ, 1876.

Tháng 10 năm 1875 Edward có chuyến đi đến Ấn Độ và dành thời gian 8 tháng trên tiểu lục địa này. Các cố vấn của ông đã nhận xét về cách cư xử của ông với tất cả mọi người là như nhau, không phân biệt vị trí xã hội và sắc tộc của họ. Trong thư gửi về nhà, ông đã phàn nàn về sự đối đãi của các quan chức Anh đối với người Ấn bản địa: "Bởi vì ông ta có một khuôn mặt đen và một tôn giáo khác với chúng ta, không có lý do tại sao chúng ta lại coi ông ta là một kẻ vũ phu." Do đó, Huân tước Salisbury, Bộ trưởng Ngoại giao Ấn Độ, đã ban hành chỉ đạo mới và ít nhất thống sứ đã bị đuổi khỏi chính quyền. Vào cuối chuyến đi này, Victoria của Anh được Nghị viện tôn làm Nữ hoàng Ấn Độ, một phần do kết quả khả quan từ chuyến thăm của ông.

## Người thừa kế
Ông nổi tiếng trên khắp thế giới là một khuôn mẫu cho thời trang nam giới. Ông đặt ra các trào lưu thời trang vải tweed, mũ Homburg và áo vec-tông Norfolk, và làm phổ biển việc mang cà vạt đen với áo vét-tông sẫm màu, thay vì cà vạt trắng và có đuôi. Ông là người đi tiên phong trong phong cách ấn ống quần từ bên này sang bên kia trong cái được ưa thích bây giờ là vạt ngực ở phía trước và những nếp gấp đen, và được cho là đã giới thiệu áo sơ mi có cổ áo đứng lên quay xuống. Một người quá khắt khe về mặt trang phục, ông được đồn rằng đã la rầy Huân tước Salisbury vì ông này mặc quần của một người anh cả trong Trinity House với áo bành tô dành cho ủy viên Hội đồng cơ mật. Đang phải lo lắng sâu về một cuộc khủng hoảng quốc tế, Salisbury thông báo với Vuonge tử rằng đó là một buổi sáng ảm đạm, và "tâm trí của thần đang phải bị tràn phần bởi những thứ ít có quan trọng." Theo truyền thống thì một người đàn ông không cài cúc áo gille cuối cùng được cho là có ảnh hưởng đến Edward, ông được cho là đã làm như vậy vì cái vòng eo quá cỡ của ông Vòng eo của ông lên đến 48 inches (122 cm) vào thời điểm không lâu trước khi ông đăng quang. Ông đã giới thiệu thói quen ăn thịt bò nướng, khoai tây nước, nước sốt cải ngựa và yorkshire pudding vào chủ nhật, vẫn còn là một thói quen của người Anh được ưa chuộng trong bữa trưa chủ nhật.
Edward là nhà bảo trợ khoa học và nghệ thuật và ông góp ông lập nên Học viện Âm nhạc Vương thất. Ông thành lập học viện năm 1883 với những câu khẩu hiệu, "Tiết học không thể đứng lâu hơn ngoài lớp học... Tôi tuyên bố cho âm nhạc rằng nó đem lại sự hợp nhất cảm giác mà tôi có nhiều mong muốn để thúc đẩy." Cùng thời điểm đó, ông ham mê cờ bạc và thể thao và là một thợ săn nhiệt tình. Ông ra lệnh cho tất cả các đồng họ tại Sandringham phải chạy trước nửa giờ để cho có nhiều thời gian săn bắn hơn. Đó là một truyền thống của Sandringham Time vẫn tiếp tục cho đến 1936, khi nó bị bãi bỏ bởi Edward VIII. Ông cũng xây một sân golf tại Windsor. Trong những năm 1870 vị vua tương lai có quan tâm đến việc nuôi ngựa và các cuộc đua ngựa. Năm 1896, chú ngựa của ông Persimmon đã giành chiến thắng trong cả Derby Stakes và St Leger Stakes. Năm 1900, anh em của Persimmon, Diamond Jubilee, đã thắng năm cuộc đua (Derby, St Leger, 2,000 Guineas Stakes, Newmarket Stakes và Eclipse Stakes) và một chú ngựa khác của Edward, Ambush II, vô địch Grand National.

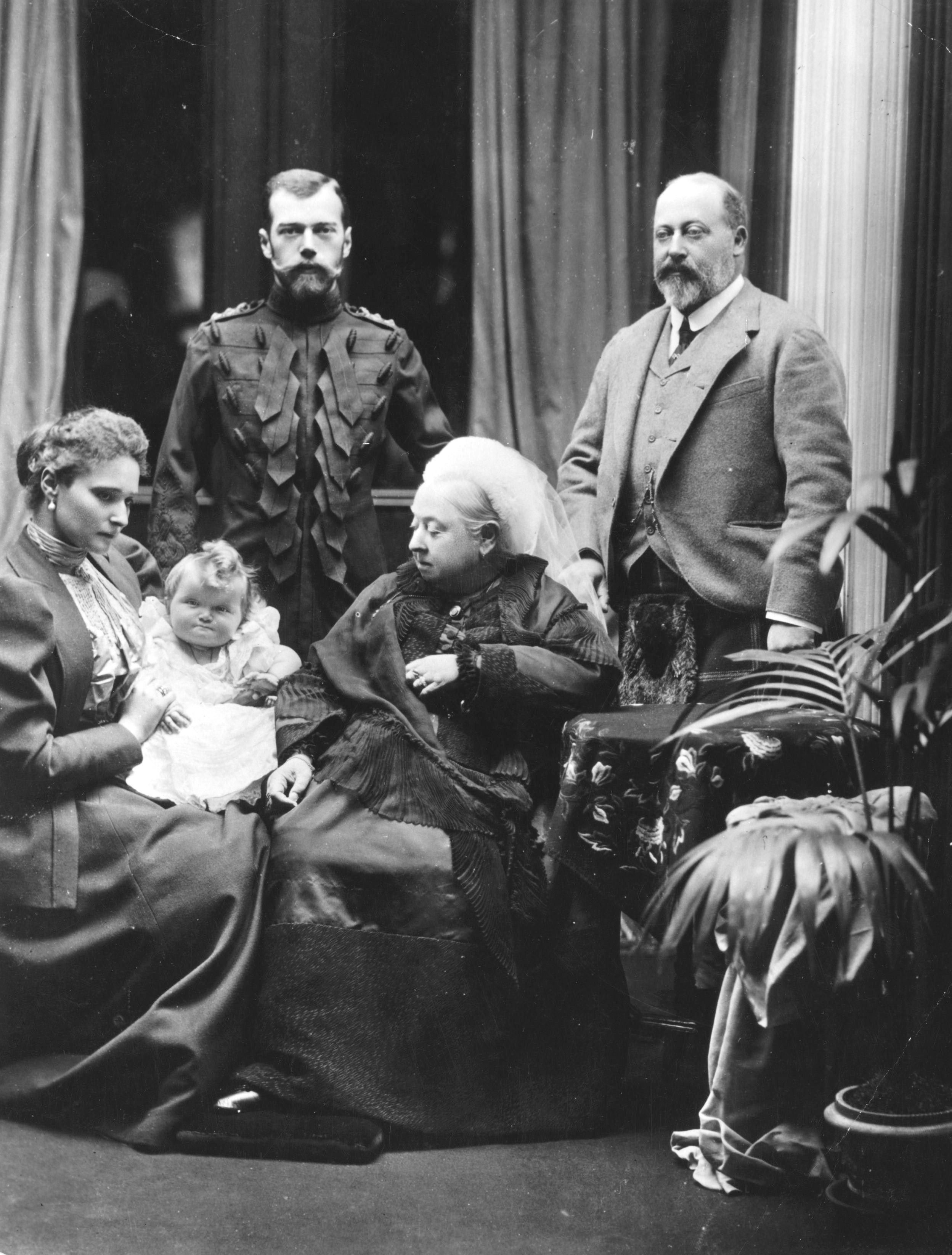
Edward (bên phải) cùng mẹ ông Nữ vương Victoria (chính giữa) và bà con người Nga: Nga hoàng Nicholas II (bên trái), Hoàng hậu Alexandra và cô bé là Nữ Đại Công tước Olga Nikolaevna, 1896

Năm 1891 Edward bị lôi kéo vào vụ scandal baccarat hoàng gia, khi có thông tin rò rỉ ra là ông đã chơi bài bạc bất hợp pháp để kiếm tiền những năm trước. Vương tử bị buộc phải xuất hiện trên tư cách nhân chứng trong phiên tòa lần thứ hai khi một trong những người tham gia kiện không thành công người cùng chơi của ông ta vì vu khống ông ta gian lận. Cùng năm đó ông vướng vào một vụ xung đột cá nhân, khi Huân tước Charles Beresford đe dọa sẽ tiết lộ đời sống riêng tư của Edward lên báo chí, như một sự phản đối chống lại việc Edward can thiệp vào chuyện của Beresford với Daisy Greville, Bá tước phu nhân xứu Warwick. Tình bạn giữa hai người bị hủy hoại và họ tiếp tục đay nghiến nhau trong những năm còn lại của cuộc đời họ. Thông thường, cơn giận của Edward sẽ dịu đi trong thời gian ngắn, và "sau khi ông đã để cho chính ông đi... [ông sẽ] làm dịu vấn đề bằng sự tử tế đặc biệt".
Cuối năm 1891 con trai lớn của Edward, Albert Victor, đính hôn với Công nữ Victoria Mary xứ Teck. Chỉ vài tuần sau, đầu năm 1892, Albert Victor qua đời vì viêm phổi. Edward rất đau buồn. "Để mất người con trưởng của tôi", ông viết, "là một trong những tai ương mà tôi không bao giờ có thể hoàn toàn vượt qua được". Edward nói với Victoria, "[Con sẽ] dành cho cuộc sống cho nó, trong khi con không còn đặt chút giá trị cho bản thân". Albert Victor là người con trai thứ hai của Edward chết. Năm 1871, người con trai út, Alexander John, chết chỉ 24 tiếng sau khi chào đời. Edward khăng khăng đòi đặt Alexander John vào một quan tài riêng biệt với "những giọt nước mắt lăn dài trên má".
Trong một gần đến thăm Đan Mạch và đi qua Bỉ ngày 4 tháng 4 năm 1900 là mục tiêu của một nỗ lực ám sát, khi thủ phạm 15 tuổi Jean-Baptiste Sipido bắn vào ông để phản đối Chiến tranh Boer. Sipido, dù rõ ràng là có tội, nhưng được tuyên bố trắng án ở một tòa án Bỉ vì chưa đủ tuổi. Những kỉ luật không chặt chẽ của nhà chức trách Bỉ, cùng với sự ghê tởm của người Anh về những tội ác của người Bỉ ở Congo, đã làm xấu đi mối quan hệ vốn đã không mấy êm đẹp giữa Vương quốc Anh với Lục địa. Tuy nhiên, trong 10 năm tiếp theo, Edward cư xử nhã nhặn và hợp lòng dân, và cũng vì ông biết dùng mối quan hệ dây mơ rễ má giữa các thành viên trong các hoàng gia vương thất, nên đã giúp được cho người Anh trong khối liên minh ở châu Âu.

## Lên ngôi

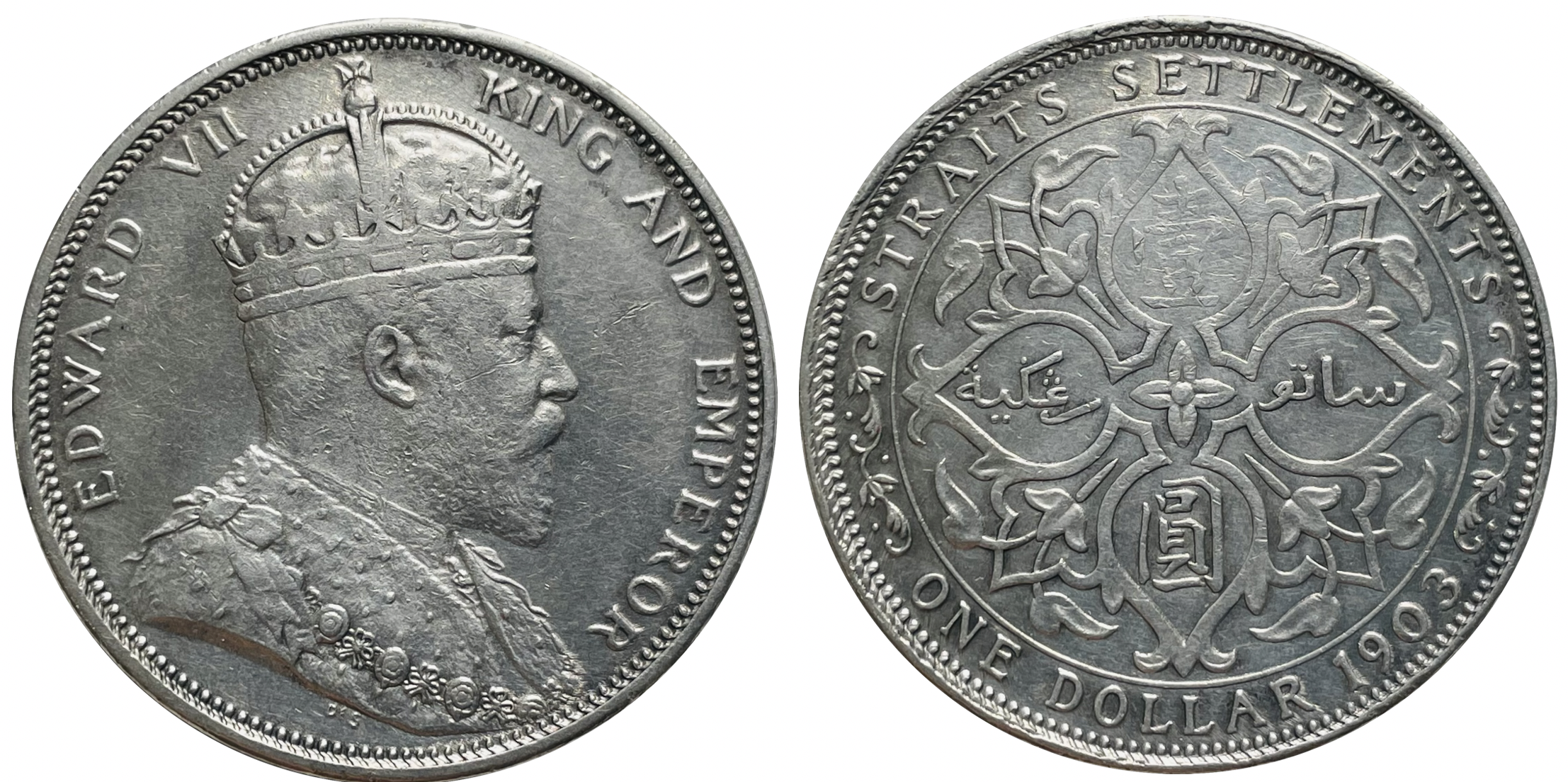
Chân dung Vua Edward VII của Anh trên xu bạc 1 dollar Các khu định cư Eo biển, đúc 1903

Nữ vương Victoria tạ thế vào ngày 22 tháng 1 năm 1901, Edward đã trở thành Danh sách quân chủ Anh thống nhất, Hoàng đế Ấn Độ, và thêm một sự đổi mới, là Vua của các thuộc địa Anh. Ông chọn Vương hiệu của ông là Edward VII, thay vì Albert Edward— cái tên mà mẹ ông có ý cho ông sử dụng - tuyên bố rằng ông không muốn "đánh giá thấp tên của Albert" và thu nhỏ thân phận của cha ông với "tên cần được đứng một mình". Chữ số VII thường được bỏ qua ở Scotland, thậm chí trong nhà thờ nhà nước, trong sự chống đối những vị vua Edward trước là những vị vua Anh đã "bị loại trừ khỏi Scotland bằng các trận chiến". J. B. Priestley nhớ lại, "Tôi chỉ là một đứa trẻ khi ông kế nhiệm Victoria năm 1901, nhưng tôi có thể làm chứng cho sự nổi tiếng phi thường của ông. Trong thực tế ông là vị vua Anh được lòng dân nhất tôi đã được biết từ những năm 1660."

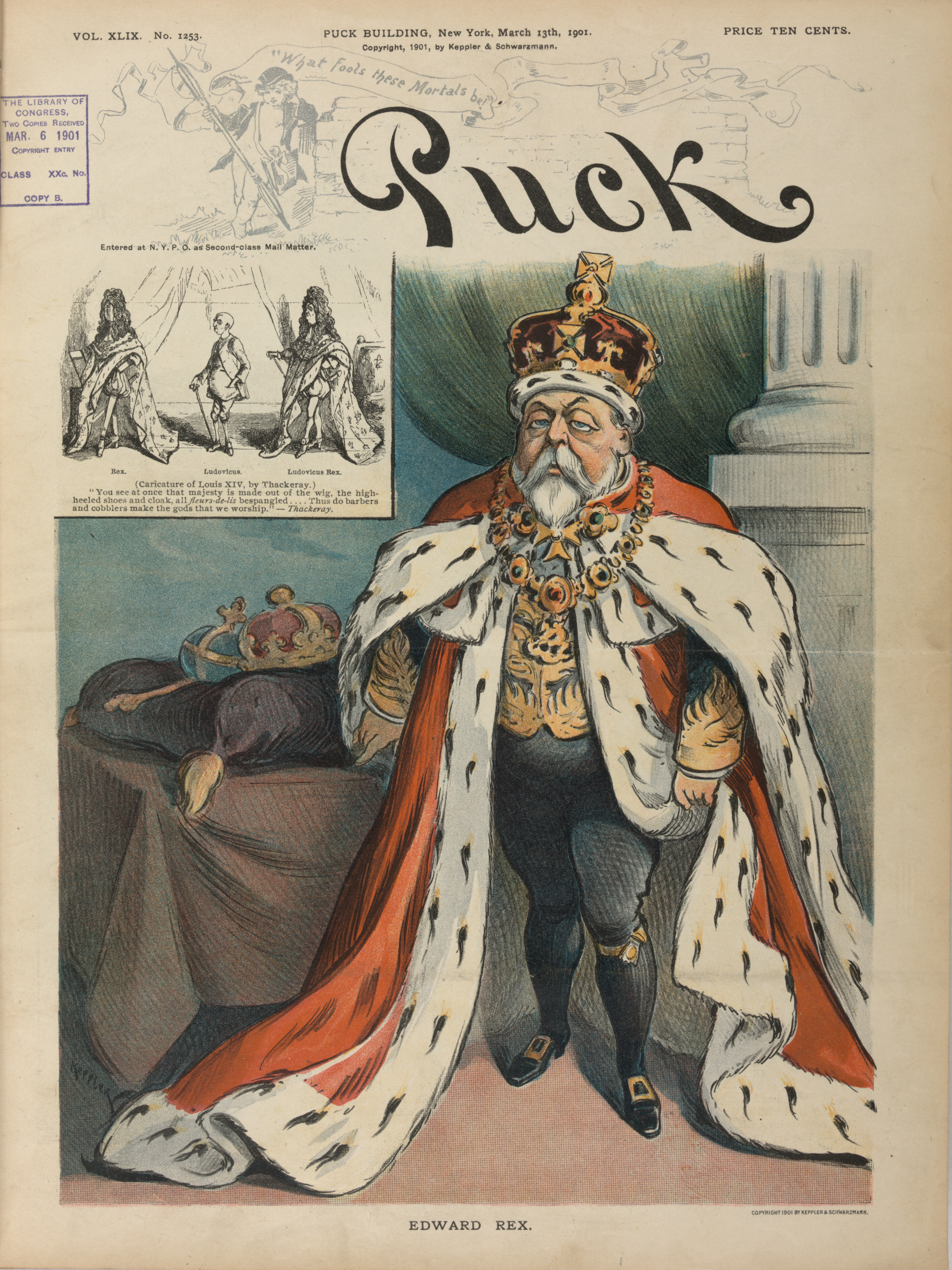
Tranh biếm họa trong tạp chí Puck, 1901.

Ông tặng ngôi nhà của song thân ông, Osborne thuộc Đảo Wight, cho quốc gia và tiếp tục sống ở nhà riêng tại Sandringham. Ông có thể đủ điều kiện để được coi là cao thượng; thư ký riêng của ông, Sir Francis Knollys, tuyên bố rằng ông là người thừa kế đầu tiên lên ngai vàng có sự uy tín. Tài chính của Edward được quản lý bởi Sir Dighton Probyn, Comptroller of the Household (quản gia), và được giúp ích từ những người bạn tài chính người Do Thái của Edward, như Ernest Cassel, Maurice de Hirsch và gia đình Rothschild. Vào thời điểm phong trào bài Do Thái phát triển trên diện rộng, Edward đã gặp phải nhiều lời chỉ trích công khai vì thân thiện với người Do Thái.
Lễ đăng quang của Edward theo kế hoạch ban đầu sẽ diễn ra ngày 26 tháng 6, nhưng hai ngày trước đó 24 tháng 6, ông được chẩn đoán mắc viêm ruột thừa. Viêm ruột thừa thường không được điều trị bằng phẫu thuật vì dẫn tới tỉ lệ tử vong khá cao, nhưng sự phát triển trong kĩ thuật gây mê và sát trùng trong khoảng 50 năm trước đó khiến cho ca phẫu thuật đảm bảo tính an toàn hơn. Sir Frederick Treves, với sự ủng hộ của Huân tước Lister, thực hiện ca mổ và tháo ra khoảng 1 phanh (0,57 lít) mủ từ áp xe qua một vết rạch nhỏ (xuyên qua độ dày 4,5 inch của tường bụng và mỡ bụng); kết quả này cho thấy sự may mắn căn nguyên không phải do ung thư. Hai tuần sau, có tuyên bố rằng nhà vua đã qua cơn nguy kịch. Treves được thưởng bằng hàm nam tước (mà Edward đã xếp đặt trước ca mổ) và phẫu thuật ruột thừa trở thành liệu pháp phổ biến trong y học. Edward được trao vương miện tại Tu viện Westminster ngày 9 tháng 8 năm 1902 bởi Tổng Giám mục Canterbury, Frederick Temple, đã 80 tuổi, người đã qua đời chỉ bốn tháng sau đó.
Edward tân trang lại các cung điện Vương thất, giới thiệu lại những nghi lễ truyền thống, như Khai trương Tòa nhà Quốc hội, thứ bị quên lãng dưới thời mẹ ông, và thành lập các huân chương mới, chẳng hạn như Huân chương Merit, để ghi nhận những đóng góp trong lĩnh vực khoa học nghệ thuật. Năm 1902, Shah của Ba Tư, Mozzafar-al-Din, đến thăm Anh để mong nhận được vinh dự Hiệp sĩ Garter. Edward từ chối trao danh hiệu này cho Shah vì danh hiệu này mang ý nghĩ là phần trưởng cá nhân của ông và Ngoại trưởng, Huân tước Lansdowne, đã hứa với Shah mà không có sự đồng ý của ông. Edward cũng phản đối phong tặng một người Hồi giáo danh hiệu thuộc Kitô giáo, huân chương hiệp sĩ. Sự từ chối của ông làm phá hỏng những nỗ lực của người Anh nhằm gây ảnh hưởng lên Ba Tư, nhưng Edward bực bội với những nỗ lực của các bộ trưởng của ông nhằm giảm quyền lực truyền thống của nhà vua. Cuối cùng, ông đã nghĩ lại và phía Anh gửi một đại sứ đặc biệt đến gặp Shah trao danh hiệu Hiệp sĩ Garter vào năm sau.

## "Người bác của châu Âu"

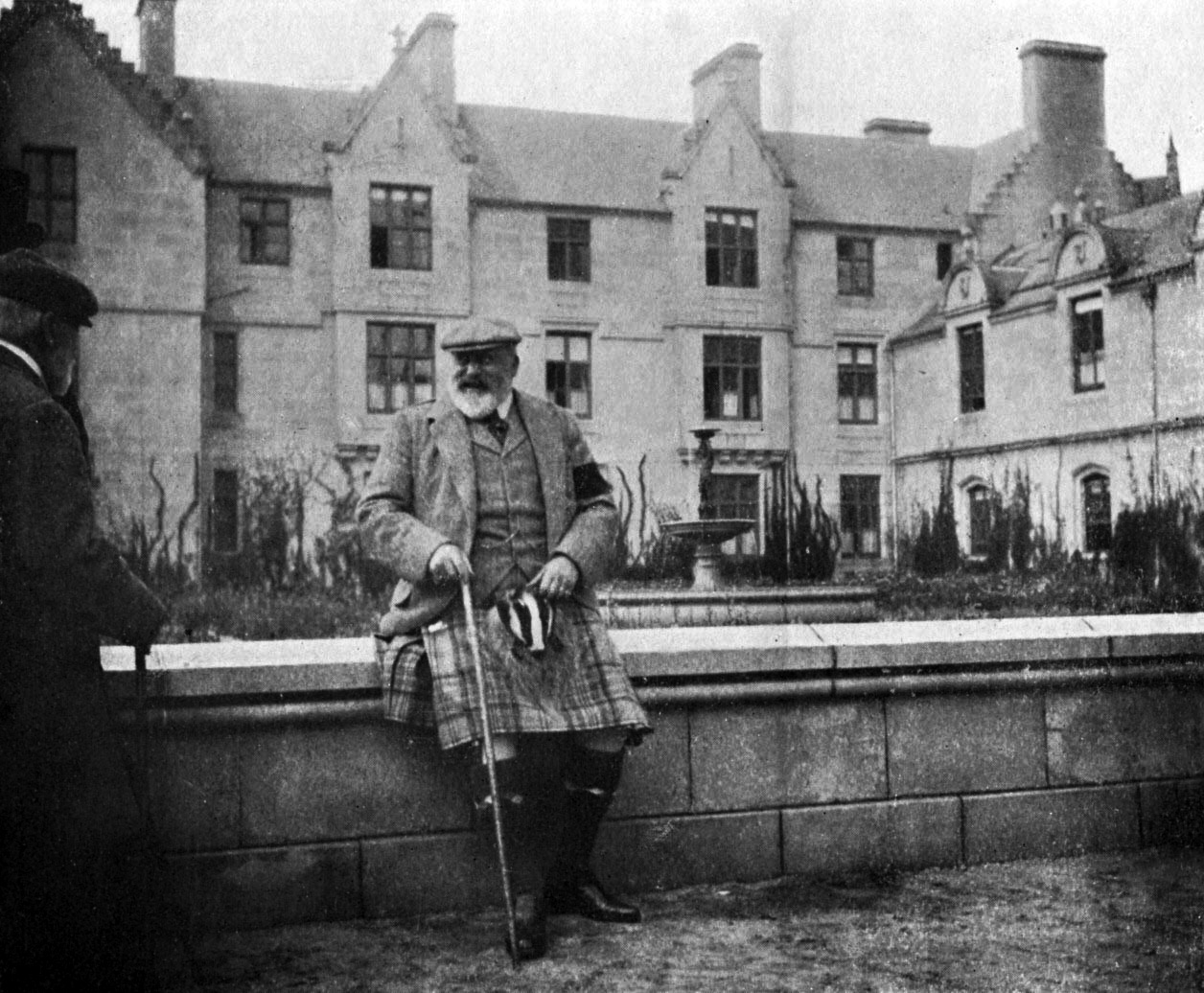
Edward VII giải trí tại Lâu đài Balmoral, bức ảnh chụp bởi vợ ông, Alexandra

Là vua, những ảnh hưởng chính của Edward là trong vấn đề ngoại giao và hải quân, quân sự. Thông thạo tiếng Pháp và tiếng Đức, ông thực hiện nhiều chuyến công du nước ngoài, và dự ngày lễ hằng năm ở Biarritz và Marienbad. Một trong những chuyến thăm chính thức quan trọng nhất của ông là chuyến đi Pháp tháng 5 năm 1903 theo lời mời của Tổng thống Émile Loubet. Tiếp đó là chuyến thăm Đức Giáo hoàng ở Roma, chuyến đi này giúp tạo không khí thoải mái trong quan hệ Anh và Pháp với Entente Cordiale, một thỏa thuận phân chia thuộc địa tại Bắc Phi giữa Anh và Pháp, và loại bỏ nguy cơ về một cuộc chiến tranh trong tương lai giữa hai nước. Entente được thỏa thuận giữa ngoại trưởng Pháp, Théophile Delcassé, và Ngoại trưởng Anh, Huân tước Lansdowne. Được ký ở Luân Đôn ngày 8 tháng 4 năm 1904 giữa Lansdowne và đại sứ Pháp Paul Cambon, thỏa thuận này đánh dấu kết thúc một thế kỉ đối đầu giữa Anh và Pháp tại châu Âu, và tạo nên đối trọng đối với sự phát triển mạnh mẽ của Đế quốc Đức và đồng minh, Áo-Hung.
Edward có quan hệ bà con gần với các vị quân chủ châu Âu khác và do đó được mang danh hiệu "bác của châu Âu". Hoàng đế Wilhelm II là con chị gái ông; Nga hoàng Nikolai II là cháu rể ông; Vương hậu Victoria Eugenia của Tây Ban Nha, Vương thái tử phi Margaret của Thụy Điển, Vương hậu Marie của Romania, Vương hậu Sophie của Hi Lạp, và Hoàng hậu Aleksandra của Đế quốc Nga là cháu gái ông; Haakon VII của Na Uy là cháu rể và con rể ông; Frederik VIII của Đan Mạch và Georgios I của Hy Lạp là em rể ông; Albert I của Bỉ, Ferdinand I của Bulgaria, và Carlos I và Manuel II của Bồ Đào Nha là anh em họ của ông. Tuy nhiên, có một người bà con mà Edward không ưa: Wilhelm II. Mối quan hệ tồi tệ giữa Edward với cháu ông làm trầm trọng thêm những căng thẳng trong quan hệ giữa Đức với Anh.
Tháng 4 năm 1908, trong thời gian Edward nghỉ dưỡng ở Biarritz, ông đã chấp thuận đơn từ chức của Thủ tướng Anh Sir Henry Campbell-Bannerman. Theo như thường lệ, Edward đề nghị người kế nhiệm Campbell-Bannerman, H. H. Asquith, đến Biarritz để làm thủ tục hôn tay. Asquith tuân theo, nhưng dư luận chỉ trích hành động của nhà vua khi bổ nhiệm Thủ tướng tại nước ngoài thay vì trở về Anh. Tháng 6 năm 1908, Edward trở thành vị vua đương nhiệm đầu tiên của Anh đến thăm Đế quốc Nga, mặc dù ông từng từ chối đi năm 1906, khi quan hệ Anh-Nga trở nên căng thẳng bởi hậu quả của Chiến tranh Nga-Nhật, biến cố ngân hàng Dogger, và việc Nga hoàng giải thể Duma. Tháng trước đó, Edward đã đến thăm các nước Bắc Âu, trở thành vị vua Anh đầu tiên đến thăm Thụy Điển.

## Quan điểm chính trị

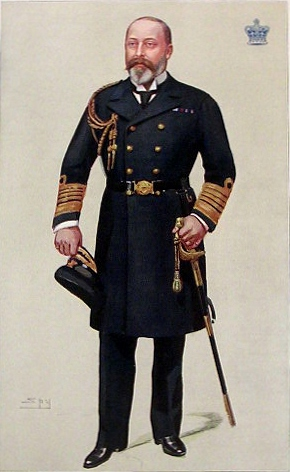
Edward trong trang phục hải quân bởi tạp chí Vanity Fair 1902.

Khi là Thân vương xứ Wales, Edward đã phá vỡ tiền lệ hiến pháp một cách công khai khi bỏ phiếu cho phe Gladstone trong Dự luật đại diện cho người dân (1884) trong Thượng viện. Về những vấn đề khác ông khá bảo thủ: ví dụ như ông không ủng hộ quyển bầu cử của phụ nữ, mặc dù ông đã đề nghị cải cách xã hội Octavia Hill đáp ứng nhu cầu nhà ở cho giai cấp công nhân. Ông cũng phản đối Ireland tự trí, thay vào đó ưu tiên chế độ quân chủ kép.
Khi là Vương thái tử, ông có quan hệ gần gữi và tôn trọng với người mà mẹ ông ghét cay ghét đắng, W. E. Gladstone. Nhưng con trai Gladstone, Bộ trưởng Nội vụ Herbert Gladstone, làm nhà vua tức giận khi lập kế hoạch cho phép các linh mục Công giáo Roma mặc lễ phục thực hiện các nghi lễ tôn bánh thánh trên đường phố Luân Đôn, và với việc bổ nhiệm hai phụ nữ, Lady Frances Balfour và Mrs H. J. Tennant, phục vụ trong một Ủy ban Vương thất trong việc cải cách luật li hôn – Edward nghĩ rằng việc li dị không thể thảo luận với "tính nhạy cảm hoặc thậm chí lịch sự" trước những phụ nữ. Người viết tiểu sử của Edward Philip Magnus giả thuyết rằng Gladstone có thể đã trở thành mũi khâu vắt cho sự phát cáu của nhà vua với cả Chính phủ Tự do. Gladstone bị sa thải trong cuộc cải tổ vào năm sau và nhà vua đồng ý, với một ít miễn cưỡng, bổ nhiệm ông ta làm Tổng đốc Nam Phi.
Edward tự mình tham gia vào rất nhiều cuộc thảo luận về vấn đề cải cách quân đội, điều trở nên cấp thiết với thất bại trong Chiến tranh Boer. Ông ủng hộ tái thiết lại bộ tư lệnh quân đội, lập ra quân địa phương, và quyết định gửi một đội quân viễn chinh giúp Pháp trong cuộc chiến tranh với người Đức. Những cải cách Hải quân Vương thất cũng được đề xuất, một phần là do số lượng ước đoán của hải quân ngày càng tăng, và vì sự xuất hiện của một đe dọa chiến lược mới, Hải quân đế quốc Đức. Cuối cùng một tranh chấp phát sinh giữa Đô đốc Huân tước Charles Beresford, người ủng hộ gia tăng chi phí và triển khai quân rộng rãi, và Đại thần Hải vụ thứ nhất Sir John Fisher, người đề xuất tiết kiệm một cách hiệu quả, tháo dỡ những tàu cũ, và tổ chức lại Hải quân Vương thất dựa vào các tàu ngư lôi cho việc phòng vệ đất liền và hỗ trợ bởi loại tàu dreadnought mới.
Nhà vua hỗ trợ Fisher, một phần vì ông không ưa Beresford, và cuối cùng Beresford bị sa thảo. Beresford tiếp tục chiến dịch ngoài hải quân của ông ta và Fisher cuối cùng tuyên bố từ chức cuối năm 1909, mặc dù phần lớn các chính sách của ông ta vẫn được giữ lại. Nhà vua có liên quan mật thiết trong việc bổ nhiệm người thay thế Fisher vì mối hận thù giữa Fisher-Beresford chia rẽ công việc, và rất ít nhân vật không nằm về phe nào là Sir Arthur Knyvet Wilson, đã nghỉ hưu năm 1907. Wilson trở lại làm việc trong tư thế miễn cưỡng, nhưng Edward thuyết phục được ông ta, và Wilson trở thành Hải vụ đại thần thứ nhất ngày 25 tháng 1 năm 1910.
Edward hiếm khi quan tâm đến chính trị, dù cho quan điểm của ông trong một vài vấn đề trong thời điểm đó có xu hướng tự do. Trong thời gian cai trị ông cho việc dùng từ nigger là "đáng hổ thẹn" mặc dù nó về sau trở thành từ ngữ công cộng. Năm 1904, trong lúc diễn ra hội nghị thượng đỉnh Anh - Đức tại Kiel giữa Wilhelm II và Edward, Wilhelm lưu ý đến cuộc chiến tranh Nga-Nhật đang diễn ra và nó sẽ bắt đầu "Yellow Peril", thứ ông gọi là "mối hiểm họa lớn nhất đang đe dọa... Thiên Chúa giáo và nền văn minh châu Âu. Nếu người Nga phải cắt đất, các chủng tộc da vàng, trong thời gian 20 năm, sẽ có mặt ở Moskva và Posen". Wilhelm tiếp tục chỉ trích các chính khách Anh vì đã giúp Nhật chống Nga, bảo rằng người Anh đã dính vào "dòng giống phản bội". Để đáp lại, Edward nói rằng ông "không thấy điều đó. Người Nhật là một dân tộc thông minh, dũng cảm và hào hiệp, tương đối văn minh cũng như người châu Âu, mà chỉ khác nhau bởi màu da mà thôi".
Edward sống trong một cuộc sống xa hoa hơn rất nhiều những thần dân của ông. Tuy nhiên, mối quan hệ của ông với tất cả mọi người thuộc mọi tầng lớp xã hội và sự chỉ trích mạnh mẽ của ông với những thành kiến là một số thứ giúp làm dịu bớt căng thẳng với phe Cộng hòa và mâu thuẫn giai cấp trong suốt triều đại ông.

## Khủng hoảng hiến pháp

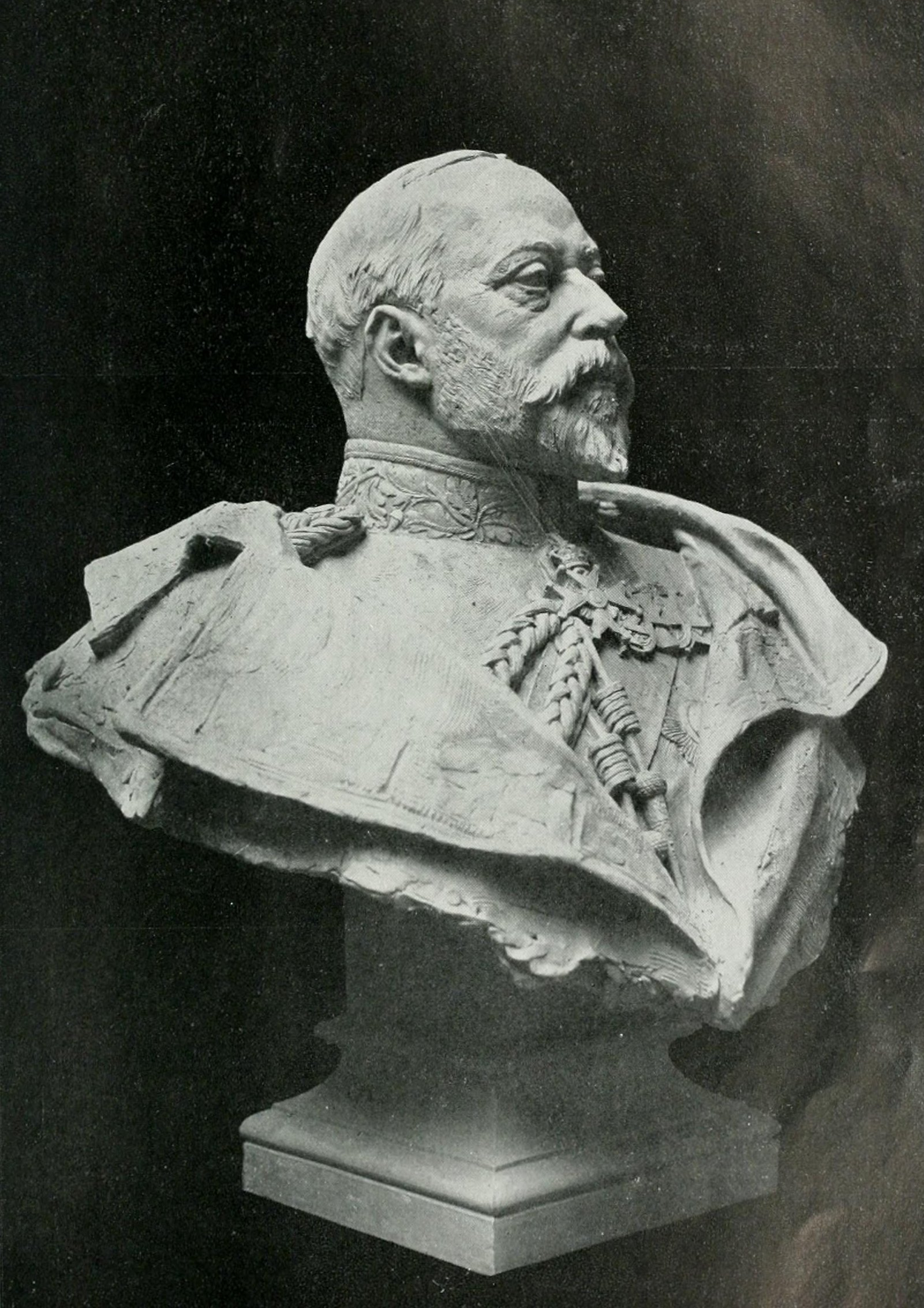
Tượng nửa người bởi Francis Derwent Wood

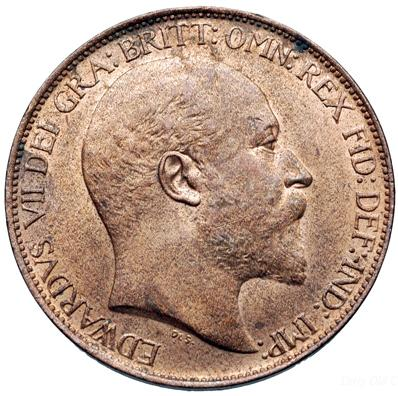
Profile of Edward VII on a halfpenny, 1902

Trong những năm cuối đời, Edward bị cuốn vào một cuộc khủng hoảng hiến pháp khi phe Bảo thủ chiếm thế đa số ở Thượng viện từ chối thông qua "Ngân quỹ của người dân" theo đề xuất của chính phủ thuộc Đảng Tự do của Thủ tướng H. H. Asquith. Kết quả của cuộc khủng hoảng này – sau cái chết của Edward – là loại bỏ quyền phủ quyết của Thượng viện.
Nhà vua không hài lòng với việc đảng Tự do công kích các khanh tướng, trong đó có một bài phát biểu mang tính bút chiến của David Lloyd George tại Limehouse. Thành viên nội các Winston Churchill công khai yêu cầu một cuộc tuyển cử, vì điều này Asquith phải xin lỗi cố vấn của nhà vua Huân tước Knollys và khiển trách Churchill trong cuộc họp nội các. Edward đã quá chán nản với những luận điệu đấu tranh giai cấp – mặc dù Asquith nói với ông rằng phe ác ý đã chỉ nhận tiếng xấu trong First Home Rule Bill năm 1886 – nhà vua đã giới thiệu con trai mình cho Bộ trưởng Ngoại giao về Chiến tranh Richard Haldane là "nhà vua cuối cùng của Anh". Sau khi chú ngựa của nhà vua Minoru vô địch Derby ngày 26 tháng 7 năm 1909, ông trở lại trường đua ngựa vào ngày hôm sau, và cười khi một người hét lên: "Ngay bây giờ, Hoàng thượng. Ngài đã thắng ở Derby. Trở về nhà và giải tán Nghị viện đẫm máu này!"
Nhà vua kêu gọi những nhà lãnh đạo phe Bảo thủ Arthur Balfour và Huân tước Lansdowne thông qua dự luật Ngân sách, một nỗ lực vô ích. Huân tước Esher đã từng khuyên can ông nhưng ông không theo, vì Nữ vương Victoria đã giúp dàn xếp thỏa thuận giữa hai viện trong vụ bãi bỏ ở Ireland năm 1869 và Đạo luật Cải cách thứ ba 1884. Tuy nhiên, theo lời khuyên của Asquith, ông không quyết định tổ chức cuộc bầu cử (tại lúc đó, để phán xét từ cuộc bầu cử gần đây, họ đã có thher giành được ghế) như một sự báo ơn mà làm như vậy.
Dự luật Tài chính được thông qua bởi Hạ viện ngày 5 tháng 11 năm 1909 nhưng bị Thượng viện bác đi ngày 30 tháng 11, thay vào đó họ thông qua một nghị quyết của Huân tước Landsdowne tuyên bố rằng họ có quyền bác bỏ dự luận vì nó thiếu sự ủy nhiệm của cử tri. Nhà vua thấy khó chịu vì những nỗ lực của ông để thúc đẩy thông qua dự luật ngân sách được mọi người biết đến và cấm cố vấn của ông Huân tước Knollys, một khanh tướng tích cực của đảng Tự do, bỏ phiếu cho dự luật, dù cho Knollys đã cho thấy rằng điều này sẽ là thích hợp để cho thấy mong muốn của Vương thất là thấy ngân sách được thông qua. Tháng 12 năm 1909, một đề xuất bổ nhiệm các khanh tướng (cho người Tự do vào Thượng viện) hoặc cho Thủ tướng quyền làm như vậy bị coi là "quá đà" bởi Knollys, ông nghĩ rằng Nhà vua nên thoái vị còn hơn là chấp thuận như vậy.
Cuộc tuyển cử tháng 1 năm 1910 đã bị chi phối bởi cuộc thỏa thuận về quyền loại bỏ quyền phủ quyết của Thượng viện. Trong suốt chiến dịch bầu cử Lloyd George nói về "bảo đảm" và Asquith "che chở" rằng điều đó cần thiết trước khi hình thành một chính phủ Tự do khác, nhưng nhà vua thông náo với Asquith rằng ông sẽ không sẵn sàng tấn phong thêm khanh tướng cho đến sau khi cuộc bầu cử thứ hai. Balfour sẵn sàng thành lập chính phủ Bảo thủ, nhưng khuyên nhà vua hứa không tấn phong khanh tướng cho đến khi ông thấy bất kì điều khoản nào của hiến pháp sửa đổi được đề xuất. Trong chiến dịch lãnh đạo phe Bảo thủ Walter Long đã đề nghị Knollys chấp nhận tuyên bố rằng nhà vua không ủng hộ Ireland tự trị, nhưng Knollys từ chối với lý do nó không thích hợp vì cái nhìn của quần chúng đối với quốc vương.
Kết quả cuộc bầu cử là Nghị viện treo, với một chính phủ Tự do phụ thuộc vào sự ủng hộ của đảng lớn thứ ba, dân tộc Ireland. Nhà vua đề nghị một thỏa hiệp theo đó chỉ có 50 khanh tướng từ mỗi bên được phép bỏ phiếu, điều này cũng sẽ khắc phục được tình trạng chiếm ưu thế của đảng Bảo thủ trong Thượng viện, nhưng Huân tước Crewe, Lãnh đạo phe Tự do trong Thượng viện, khuyên rằng điều này sẽ làm giảm sự độc lập của Thượng viện vì chỉ có những khanh tướng trung thành với Đảng của mình được chọn để bỏ phiếu. Áp lực để loại bỏ quyền phủ quyết của Thượng viện đến từ các nghị sĩ dân tộc Ireland, họ muốn loại bỏ nguy cơ các khanh tướng ngăn chặn dự luật Ireland tự trị sau này. Họ đe dọa sẽ bỏ phiếu chống lại Dự luật trừ phi theo phương kế của họ (một nỗ lực của Lloyd George để thắng những người ủng hộ bằng cách sửa đội đổi bổn phận whisky đã bị bỏ rơi vì Nội các cảm thấy điều này sẽ tính lại Ngân sách quá nhiều). Asquith bấy giờ tiết lộ rằng không có "sự bảo hộ" cho việc tấn phong khanh tướng. Nội các từ chức và để lại vị trí cho Balfour thử thành lập một chính phủ Bảo thủ.
Tuyên ngôn từ ngôi vua của Edward ngày 21 tháng 2 đã nhắc tới việc giới thiệu các biện pháp hạn chế quyền phủ quyền của Thượng viện, nhưng Asquith chua thêm cụm từ "theo ý kiến của các cố vấn của quả nhân" nên nhà vua có thể thấy khoảng cách của chính ông đến kế hoạch lập pháp.
Hạ viện thông qua nghị quyết ngày 14 tháng 4 tạo cơ sở cho Đạo luật Nghị viện: loại bỏ quyền phủ quyết của Thượng viện, thay thế quyền phủ quyết của họ trong các đạo luật khác bằng quyền trì hoãn, và giảm nhiệm kì của Quốc hội từ 7 xuống 5 năm (nhà vua có vẻ là muốn 4 năm)). Nhưng trong cuộc tranh luận Asquith nói ẩn ý rằng – để đảm bảo sự ủng hộ của các nghị sĩ dân tộc – thì ông đề nghị Nhà Vua phá vỡ bế tắc "trong Nghị viện kia" (tức là trái với ý muốn ban đầu của Edward là có một cuộc bầu cử thứ hai). Dự luật Tài chính được thông qua bởi cả Lưỡng viện vào tháng 4.
Đến tháng 4 trong Cung điện có một cuộc nói chuyện bí mật với Balfour và Tổng Giám mục Canterbury, những người đều khuyên rằng phe Tự do không có đủ quyền hạn để yêu cầu tấn phong khanh tướng. Nhà vua nghĩ rằng toàn bộ các đề xuất "đơn giản chỉ là kinh tởm" và chính phủ là "trong tay của Redmond & Co". Huân tước Crewe công khai tuyên bố ý muốn của chính phủ tấn phong khanh tướng phải được coi là "lời khuyên của chính phủ" (điều mà theo quy ước, các quốc vương phải tuân thủ) dù Huân tước Esher lập luận rằng quốc vương được cho quyền cực đoan để giải tán chính phủ còn hơn là nghe họ "tư vấn". Cái nhìn của Esher được coi là "lỗi thời và vô ích".

## Tạ thế
Edward có thói quen hút hai mươi điếu thuốc lá và mười hai điếu xì gà mỗi ngày. Năm 1907, ông mắc phải căn bệnh ung thư biểu mô tế bào đáy nhưng đã được chữa khỏi bằng Radium. Đến những tháng cuối đời, ông mắc bệnh viêm phế quản ngày càng nặng. Ông bị mất ý thức tạm thời trong chuyến thăm Berlin tháng 2 năm 1909. Tháng 3 năm 1910, khi đang ở Biarritz ông đổ bệnh. Ông vẫn ở đó để trị bệnh, trong khi ở Asquith đang cố gắng thông qua dự luật Tài chính. Căn bệnh ngày càng nặng của nhà vua đã không được báo về Anh và ông bị chỉ trích vì ở tại Pháp trong khi tình hình chính trị căng thẳng. Ngày 27 tháng 4 ông trở về Cung điện Buckingham, vẫn bị viêm phế quản nặng. Alexandra trở về sau chuyến thăm hoàng đệ, Vua Georgios I của Hi Lạp, ở Corfu một tuần sau đó, ngày 5 tháng 5.
Ngày sôm sau, nhà vua bị hành hạ bởi những cơm đau tim liên tiếp, nhưng từ chối đi ngủ, bảo, "Không, ta sẽ không từ bỏ; ta sẽ tiến lên; ta sẽ cố gắng tới cùng." Giữa lúc ông sắp ngất đi, con trai ông Thân vương xứ Wales (không lâu sau trở thành Vua George V) nói với ông rằng con ngựa của mình đã giành chiến thắng tại Trường đua ngựa Kempton Park. Ông trả lời: "Quả nhân đã nghe nói về nó. Quả nhân rất vui mừng." Đó cũng là những lời nói cuối cùng của ông. Lúc 11:30p.m. ông bị bất tỉnh và được đưa lên giường nằm. Ông tạ thế vào 15 phút sau đó.
Vương thái hậu Alexandra từ chối di chuyển thi hài của nhà vua trong 8 ngày sau đó, dù bà cho phép một nhóm khách nhỏ bước vào phòng ông. Ngày 11 tháng 5, Nhà vua quá cố được mặc vương phục và đặt trong quan tài gỗ sồi lớn, nó được đưa đi vào ngày 14 tháng 5 đến phòng chính, nơi nó được đậy nắp lại theo nghi thức, với bốn vệ binh đứng ở bốn góc quan tài. Mặc dù thời gian đã trôi qua lâu từ khi ông tạ thế, Alexandra nhận xét rằng di thể nhà vua vẫn được "bảo quản tuyệt vời". Sáng ngày 17 tháng 5, chiếc quan tài được đặt lên một chiếc xe ngựa và được những con ngựa đen đưa tới Hội trường Westminster, nơi nhà vua mới và gia đình đang đứng ở đó. Sau một nghi lễ ngắn, các thành viên hoàng tộc rời đi, và hội trường được mở cho công chúng; hơn 400,000 đến xem quan tài trong hai ngày tiếp theo.
Theo như Barbara Tuchman nhận xét trong The Guns of August, tang lễ của ông, tổ chức ngày 20 tháng 5 năm 1910, đánh dấu "cuộc tụ họp lớn nhất của Vương thất và tất cả các tầng lớp tập hợp vào một nơi, của hình thức này, lần cuối cùng." Một chuyến xe lửa vận chuyển quan tài của nhà vua từ Luân Đôn tới Lâu đài Windsor, nơi Edward VII được an táng tại nhà nguyện Thánh George.

## Di sản
Trước khi kế vị ngai vàng, Edward là nắm giữ ngôi vị người thừa kế lâu nhất trong lịch sử Anh. Ông bị vượt mặt bởi cháu sơ Charles III, ngày 20 tháng 4 năm 2011. Danh hiệu Thân vương xứ Wales không được tự động trao cho người kế tự; nó được tấn phong bởi quốc vương đương nhiệm tại thời điểm mà ông ta (hay bà ta) chọn lựa. Edward là người nắm giữ tước hiệu này lâu nhất; ông là Thân vương xứ Wales đến 59 năm. Charles được tấn phong danh hiệu này năm 1958.
Là quốc vương, Edward VII đã chứng minh ông thành ông hơn bất cứ dự kiến nào, nhưng ông đã bước qua tuổi trung niên khi lên cầm quyền. Trong thời gian trị vì ngắn ngủi, ông đảm bảo cho vương tử thứ hai và cũng là người thừa kế, George V, có sự chuẩn bị tốt hơn khi bước lên ngai vàng. Người đương thời miêu tả mối quan hệ giữa họ giống những người anh em hơn là cha với con trai, và với cái chết của Edward, George viết trong nhật ký rằng ông đã mất đi "người bạn tốt nhất và người cha tốt nhất... Trẫm không bao giờ có lời cáu gắt với ông ấy trong suốt đời trẫm. Trẫm đau lòng và tràn ngập trong nỗi thương tiếc".
Edward được công nhận là vị vua lập hiến thực sự đầu tiên của Anh quốc và là vị vua cuối cùng sử dụng quyền lực chính trị. Mặc dù được ca ngợi là "người tạo ra hòa bình", ông lo sợ cháu trai ông, Hoàng đế Đức Wilhelm II, sẽ đưa châu Âu vào một cuộc chiến tranh. Bốn năm sau cái chết của Edward, Chiến tranh thế giới thứ nhất nổ ra. Ông đã hỗ trợ những cải cách trong hải quân và góp phần bảo đảm Liên minh tay ba Anh, Pháp, Nga; cũng như mối quan hệ giữa ông với đại gia đình của mình. Theo những hoang tưởng của Hoàng đế Đức, là người đổ lỗi gây ra chiến tranh cho Edward. Việc xuất bản cuốn tiểu sử của Edward đã bị chính tác giả của nó, Sidney Lee, trì hoãn, vì lo sợ rằng những người tuyên truyền bên Đức sẽ dựa trên tài liệu này mà miêu tả Edward như một kẻ hiếu chiến chống Đức. Lee cũng bị cản trở bởi sự hủy hoại các tư liệu cá nhân của Edward; Edward đã truyền rằng tất cả thư từ của ông cần được đốt cháy hết khi ông qua đời. Cuốn tiểu sử sau đó có thể xây dựng một hình ảnh đẹp hơn thực tế của Edward bằng cách sử dụng một số tài liệu và các nguồn không có giá trị.
Edward nhận nhiều lời chỉ trích vì lối sống buông thả, nhưng ông cũng nhận được nhiều lời khen cho cách xử sự nhã nhặn và thái độ tuyệt vời; cùng kĩ năng ngoại giao của ông. Cháu nội ông Edward VIII viết, "chiếc bật lửa của ông ... che mờ một việc rằng ông có cả cái nhìn thấu đáo và sự ảnh hưởng." "Ông đắm chìm trong những thú vui nhưng ông cũng có ý thức thực sự với nhiệm vụ", theo J. B. Priestley. Huân tước Esher viết rằng Edward là "tử tế và phóng khoáng và không phải không đàng hoàng – nhưng quá cảm tính con người".

## Tước hiệu, tước vị, danh hiệu và cờ hiệu

### Tước hiệu và tước vị
- 9 Tháng 11 – 8 Tháng 12 1841: Công tước Cornwall và Rothesay Điện hạ
- 8 Tháng 12 1841 – 22 tháng 1 năm 1901: Thân vương xứ Wales Điện hạ
- 22 tháng 1 năm 1901 – 6 tháng 5 năm 1910: Quốc vương Bệ hạ

### Danh hiệu
Ở Anh
- 8 Tháng 12 1841: Hiệp sĩ Garter[140]
- 25 Tháng 6 1861: Knight Companion of the Hiệp sĩ the Star of India[140]
- 12 tháng 2 năm 1863: Fellow of the Royal Society[140]
- 8 Tháng 12 1863: Thành viên of the Privy Council của Liên hiệp Anh và Ireland[140]
- 10 tháng 2 năm 1865: Knight Grand Cross of the Hiệp sĩ the Bath[140]
- 28 tháng 3 năm 1866: Knight Grand Commander of the Hiệp sĩ the Star of India[140]
- 24 tháng 5 năm 1867: Hiệp sĩ Hiệp sĩ the Thistle [140]
- 18 tháng 3 năm 1868: Hiệp sĩ Hiệp sĩ St Patrick[140]
- 21 tháng 4 năm 1868: Thành viên Hội đồng cơ mật Ireland[140]
- 30 tháng 5 năm 1877: Knight Grand Cross of the Hiệp sĩ St Michael and St George[140]
- 21 Tháng 6 1887: Knight Grand Commander of the Hiệp sĩ the Indian Empire[140]
- 6 tháng 5 năm 1896: Knight Grand Cross of the Royal Victorian Order[140]
- 22 Tháng 6 1897: Great Master of the Hiệp sĩ the Bath[141]

Ở nước khác

Armorial achievement of the Spanish Army 62nd Mountain Hunters Regiment "Arapiles".
King Edward's cypher and the name of the British Army unit that played a prominent role in the Battle of Salamanca were added at the beginning of the Peninsular War Centenary (1908).

- tháng 5 năm 1852: Hiệp sĩ Hiệp sĩ the Golden Fleece của Tây Ban Nha[140]
- tháng 3 năm 1859: Knight Grand Cross of the Hiệp sĩ the Tower and Sword của Bồ Đào Nha[140]
- tháng 3 năm 1863: Grand Officer of the Legion of Honour của Pháp[140]
- 27 Tháng 9 1864: Hiệp sĩ Hiệp sĩ the Seraphim của Thụy Điển.[143]
- 13 Tháng 6 1867: Grand Cross of the Hiệp sĩ Saint Stephen of Hungary[144]
- 1869: Hiệp sĩ Hiệp sĩ the Black Eagle của Phổ[140]
- tháng 1 năm 1874: Hiệp sĩ St Andrew của Nga[140]
- 8 Tháng 10 1874: Grand Cross of the Hiệp sĩ St Olav của Na Uy[145]
- tháng 5 năm 1876: Knight Grand Cross of the Hiệp sĩ Charles III của Tây Ban Nha[140]
- Tháng 9 1901: Grand Commander of the Hiệp sĩ the Dannebrog of Denmark[146]
- 9 Tháng 10 1901: Grand Cross of the Hiệp sĩ the Star of Ethiopia[147]
- 13 Tháng 6 1902: Collar of the Hiệp sĩ the Chrysanthemum của Nhật Bản[148]
- Tháng 6 1902: Hiệp sĩ the Hanedan-i-Ali-Osman of the Ottoman Empire[149]
- Hiệp sĩ Sovereign Military Hiệp sĩ Malta[144]
- Hiệp sĩ St John của Đức[144]
- Hiệp sĩ Elephant của Đan Mạch[144]
- Hiệp sĩ St Hubert của Bavaria[144]
- Hiệp sĩ the Southern Cross của Brazil[144]
- Hiệp sĩ the White Elephant của Siam[144]
- Hiệp sĩ the Annunciation của Italy[144]

Chức vụ danh hiệu ở nước ngoài
- 1870: Đại tá danh dự của Trung đoàn khinh kị binh (Đan Mạch)[150]
- 1883: Field Marshal (Generalfeldmarschall) của quân Đức[151]
- 5 tháng 2 năm 1901: Đại tá danh dự thứ 27 (King Edward's) Trung đoàn Dragoons ở Kiev[152]
- 26 Tháng 6 1902: Đô đốc hạm đội (Großadmiral) à la suite của Hải quân đế quốc Đức[151]
- Honorary Captain General of the Spanish Army[153]
- Đại tá danh dự của Hải quân Tây Ban Nha[153]
- Colonel-in-Chief of the Blücher Hussar Regiment[151]
- Colonel-in-Chief 1st Guards Dragoons "Queen of Great Britain and Ireland"[151]
- Honorary Colonel of the Infantry Regiment "Zamora" No. 8 (Tây Ban Nha)[153]

### Cờ hiệu
| Huy hiệu Thân vương xứ Wales từ 1841–1901 | Huy hiệu vương thất ngoài lãnh thổ Scotland | Huy hiệu vương thất ở Scotland |

## Hậu duệ
| Tên                                                    | Sinh                 | Mất                  | Ghi chú                                                       |
| ------------------------------------------------------ | -------------------- | -------------------- | ------------------------------------------------------------- |
| Vương tử Albert Victor, Công tước Clarence và Avondale | 8 tháng 1 năm 1864   | 14 tháng 1 năm 1892  | đính hôn 1891, với Mary xứ Teck                               |
| George V                                               | 3 Tháng 6 1865       | 20 tháng 1 năm 1936  | kết hôn 1893 với Mary xứ Teck; có con                         |
| Louise, Vương nữ Vương thất                            | 20 tháng 2 năm 1867  | 4 tháng 1 năm 1931   | kết hôn 1889, Alexander Duff, Công tước thứ 1 xứ Fife; có con |
| Vương nữ Victoria                                      | 6 tháng 7 năm 1868   | 3 Tháng 12 1935      |                                                               |
| Maud, Vương hậu Na Uy                                  | 26 tháng 11 năm 1869 | 20 tháng 11 năm 1938 | kết hôn 1896, Vua Haakon VII; có con                          |
| Vương tử Alexander John                                | 6 tháng 4 năm 1871   | 7 tháng 4 năm 1871   |                                                               |

## Gia phả
| \| \| \| \| \| \| \| \| \| \| \| \| \| \| \| \| \| \| \| \| 16. Frederick của Đại Anh \| \| \| \| \| \| \| \| \| \| \| \| \| \| \| \| \| \| \| \| \| \| \| \| \| \| \| \| \| \| \| \| \| \| \| \| \| \| \| \| \| \| \| \| \| \| \| \| \| \| \| \| \| \| 8. George III của Liên hiệp Anh \| \| \| \| \| \| \| \| \| \| \| \| \| \| \| \| \| \| \| \| \| \| \| \| \| \| \| \| \| \| \| \| \| \| \| \| \| \| \| \| \| \| \| \| \| \| \| \| \| \| \| \| \| \| 17. Augusta xứ Sachsen-Gotha-Altenburg \| \| \| \| \| \| \| \| \| \| \| \| \| \| \| \| \| \| \| \| \| \| \| \| \| \| \| \| \| \| \| \| \| \| \| \| \| \| \| \| \| \| \| \| \| \| \| \| \| \| \| \| \| \| 4. Edward của Liên hiệp Anh và Hannover \| \| \| \| \| \| \| \| \| \| \| \| \| \| \| \| \| \| \| \| \| \| \| \| \| \| \| \| \| \| \| \| \| \| \| \| \| \| \| \| \| \| \| \| \| \| \| \| \| \| \| \| \| \| 18. Karl Ludwig xứ Mecklenburg \| \| \| \| \| \| \| \| \| \| \| \| \| \| \| \| \| \| \| \| \| \| \| \| \| \| \| \| \| \| \| \| \| \| \| \| \| \| \| \| \| \| \| \| \| \| \| \| \| \| \| \| \| \| 9. Charlotte xứ Mecklenburg-Strelitz \| \| \| \| \| \| \| \| \| \| \| \| \| \| \| \| \| \| \| \| \| \| \| \| \| \| \| \| \| \| \| \| \| \| \| \| \| \| \| \| \| \| \| \| \| \| \| \| \| \| \| \| \| \| 19. Elisabeth Albertine xứ Sachsen-Hildburghausen \| \| \| \| \| \| \| \| \| \| \| \| \| \| \| \| \| \| \| \| \| \| \| \| \| \| \| \| \| \| \| \| \| \| \| \| \| \| \| \| \| \| \| \| \| \| \| \| \| \| \| \| \| \| 2. Victoria I của Liên hiệp Anh \| \| \| \| \| \| \| \| \| \| \| \| \| \| \| \| \| \| \| \| \| \| \| \| \| \| \| \| \| \| \| \| \| \| \| \| \| \| \| \| \| \| \| \| \| \| \| \| \| \| \| \| \| \| 20. Ernst Friedrich xứ Sachsen-Coburg-Saalfeld (= 24) \| \| \| \| \| \| \| \| \| \| \| \| \| \| \| \| \| \| \| \| \| \| \| \| \| \| \| \| \| \| \| \| \| \| \| \| \| \| \| \| \| \| \| \| \| \| \| \| \| \| \| \| \| \| 10. Franz I xứ Sachsen-Coburg-Saalfeld (= 12)[154] \| \| \| \| \| \| \| \| \| \| \| \| \| \| \| \| \| \| \| \| \| \| \| \| \| \| \| \| \| \| \| \| \| \| \| \| \| \| \| \| \| \| \| \| \| \| \| \| \| \| \| \| \| \| 21. Sophie Antoinette xứ Braunschweig-Wolfenbüttel (= 25) \| \| \| \| \| \| \| \| \| \| \| \| \| \| \| \| \| \| \| \| \| \| \| \| \| \| \| \| \| \| \| \| \| \| \| \| \| \| \| \| \| \| \| \| \| \| \| \| \| \| \| \| \| \| 5. Victoire xứ Sachsen-Coburg-Saalfeld \| \| \| \| \| \| \| \| \| \| \| \| \| \| \| \| \| \| \| \| \| \| \| \| \| \| \| \| \| \| \| \| \| \| \| \| \| \| \| \| \| \| \| \| \| \| \| \| \| \| \| \| \| \| 22. Heinrich XXIV Reuß xứ Ebersdorf (= 26) \| \| \| \| \| \| \| \| \| \| \| \| \| \| \| \| \| \| \| \| \| \| \| \| \| \| \| \| \| \| \| \| \| \| \| \| \| \| \| \| \| \| \| \| \| \| \| \| \| \| \| \| \| \| 11. Augusta Reuß xứ Ebersdorf (= 13)[154] \| \| \| \| \| \| \| \| \| \| \| \| \| \| \| \| \| \| \| \| \| \| \| \| \| \| \| \| \| \| \| \| \| \| \| \| \| \| \| \| \| \| \| \| \| \| \| \| \| \| \| \| \| \| 23. Caroline Ernestine xứ Erbach-Schönberg (= 27) \| \| \| \| \| \| \| \| \| \| \| \| \| \| \| \| \| \| \| \| \| \| \| \| \| \| \| \| \| \| \| \| \| \| \| \| \| \| \| \| \| \| \| \| \| \| \| \| \| \| \| \| \| \| 1. Edward VII của Liên hiệp Anh \| \| \| \| \| \| \| \| \| \| \| \| \| \| \| \| \| \| \| \| \| \| \| \| \| \| \| \| \| \| \| \| \| \| \| \| \| \| \| \| \| \| \| \| \| \| \| \| \| \| \| \| \| \| 24. Ernst Friedrich xứ Sachsen-Coburg-Saalfeld (= 20) \| \| \| \| \| \| \| \| \| \| \| \| \| \| \| \| \| \| \| \| \| \| \| \| \| \| \| \| \| \| \| \| \| \| \| \| \| \| \| \| \| \| \| \| \| \| \| \| \| \| \| \| \| \| 12. Franz I xứ Sachsen-Coburg-Saalfeld (= 10)[154] \| \| \| \| \| \| \| \| \| \| \| \| \| \| \| \| \| \| \| \| \| \| \| \| \| \| \| \| \| \| \| \| \| \| \| \| \| \| \| \| \| \| \| \| \| \| \| \| \| \| \| \| \| \| 25. Sophie Antoinette xứ Braunschweig-Wolfenbüttel (= 21) \| \| \| \| \| \| \| \| \| \| \| \| \| \| \| \| \| \| \| \| \| \| \| \| \| \| \| \| \| \| \| \| \| \| \| \| \| \| \| \| \| \| \| \| \| \| \| \| \| \| \| \| \| \| 6. Ernst I xứ Sachsen-Coburg và Gotha[154] \| \| \| \| \| \| \| \| \| \| \| \| \| \| \| \| \| \| \| \| \| \| \| \| \| \| \| \| \| \| \| \| \| \| \| \| \| \| \| \| \| \| \| \| \| \| \| \| \| \| \| \| \| \| 26. Heinrich XXIV Reuß xứ Ebersdorf (= 22) \| \| \| \| \| \| \| \| \| \| \| \| \| \| \| \| \| \| \| \| \| \| \| \| \| \| \| \| \| \| \| \| \| \| \| \| \| \| \| \| \| \| \| \| \| \| \| \| \| \| \| \| \| \| 13. Augusta Reuß xứ Ebersdorf (= 11)[154] \| \| \| \| \| \| \| \| \| \| \| \| \| \| \| \| \| \| \| \| \| \| \| \| \| \| \| \| \| \| \| \| \| \| \| \| \| \| \| \| \| \| \| \| \| \| \| \| \| \| \| \| \| \| 27. Caroline Ernestine xứ Erbach-Schönberg (= 23) \| \| \| \| \| \| \| \| \| \| \| \| \| \| \| \| \| \| \| \| \| \| \| \| \| \| \| \| \| \| \| \| \| \| \| \| \| \| \| \| \| \| \| \| \| \| \| \| \| \| \| \| \| \| 3. Albrecht xứ Sachsen-Coburg và Gotha \| \| \| \| \| \| \| \| \| \| \| \| \| \| \| \| \| \| \| \| \| \| \| \| \| \| \| \| \| \| \| \| \| \| \| \| \| \| \| \| \| \| \| \| \| \| \| \| \| \| \| \| \| \| 28. Ernst II xứ Sachsen-Gotha-Altenburg \| \| \| \| \| \| \| \| \| \| \| \| \| \| \| \| \| \| \| \| \| \| \| \| \| \| \| \| \| \| \| \| \| \| \| \| \| \| \| \| \| \| \| \| \| \| \| \| \| \| \| \| \| \| 14. August I xứ Sachsen-Gotha-Altenburg[154] \| \| \| \| \| \| \| \| \| \| \| \| \| \| \| \| \| \| \| \| \| \| \| \| \| \| \| \| \| \| \| \| \| \| \| \| \| \| \| \| \| \| \| \| \| \| \| \| \| \| \| \| \| \| 29. Charlotte xứ Sachsen-Meiningen \| \| \| \| \| \| \| \| \| \| \| \| \| \| \| \| \| \| \| \| \| \| \| \| \| \| \| \| \| \| \| \| \| \| \| \| \| \| \| \| \| \| \| \| \| \| \| \| \| \| \| \| \| \| 7. Luise Pauline xứ Sachsen-Gotha-Altenburg[154] \| \| \| \| \| \| \| \| \| \| \| \| \| \| \| \| \| \| \| \| \| \| \| \| \| \| \| \| \| \| \| \| \| \| \| \| \| \| \| \| \| \| \| \| \| \| \| \| \| \| \| \| \| \| 30. Friedrich Franz I xứ Mecklenburg \| \| \| \| \| \| \| \| \| \| \| \| \| \| \| \| \| \| \| \| \| \| \| \| \| \| \| \| \| \| \| \| \| \| \| \| \| \| \| \| \| \| \| \| \| \| \| \| \| \| \| \| \| \| 15. Luise Charlotte xứ Mecklenburg[154] \| \| \| \| \| \| \| \| \| \| \| \| \| \| \| \| \| \| \| \| \| \| \| \| \| \| \| \| \| \| \| \| \| \| \| \| \| \| \| \| \| \| \| \| \| \| \| \| \| \| \| \| \| \| 31. Luise xứ Sachsen-Gotha-Altenburg \| \| \| \| \| \| \| \| \| \| \| \| \| \| \| \| \| \| \| \| \| \| \| \| \| \| \| \| \| \| \| \| \| \| \| \| \| \| \| \| \| \| \| \| \| \| \| \| \| \| \| \| |                                                           |  |  |  |  |  |  |  |  |  |  |  |  |  |  |  |
| |                                                           |  |  |  |  |  |  |  |  |  |  |  |  |  |  |  |
| | 16. Frederick của Đại Anh                                 |  |  |  |  |  |  |  |  |  |  |  |  |  |  |  |
| |                                                           |  |  |  |  |  |  |  |  |  |  |  |  |  |  |  |
| |                                                           |  |  |  |  |  |  |  |  |  |  |  |  |  |  |  |
| | 8. George III của Liên hiệp Anh                           |  |  |  |  |  |  |  |  |  |  |  |  |  |  |  |
| |                                                           |  |  |  |  |  |  |  |  |  |  |  |  |  |  |  |
| |                                                           |  |  |  |  |  |  |  |  |  |  |  |  |  |  |  |
| | 17. Augusta xứ Sachsen-Gotha-Altenburg                    |  |  |  |  |  |  |  |  |  |  |  |  |  |  |  |
| |                                                           |  |  |  |  |  |  |  |  |  |  |  |  |  |  |  |
| |                                                           |  |  |  |  |  |  |  |  |  |  |  |  |  |  |  |
| | 4. Edward của Liên hiệp Anh và Hannover                   |  |  |  |  |  |  |  |  |  |  |  |  |  |  |  |
| |                                                           |  |  |  |  |  |  |  |  |  |  |  |  |  |  |  |
| |                                                           |  |  |  |  |  |  |  |  |  |  |  |  |  |  |  |
| | 18. Karl Ludwig xứ Mecklenburg                            |  |  |  |  |  |  |  |  |  |  |  |  |  |  |  |
| |                                                           |  |  |  |  |  |  |  |  |  |  |  |  |  |  |  |
| |                                                           |  |  |  |  |  |  |  |  |  |  |  |  |  |  |  |
| | 9. Charlotte xứ Mecklenburg-Strelitz                      |  |  |  |  |  |  |  |  |  |  |  |  |  |  |  |
| |                                                           |  |  |  |  |  |  |  |  |  |  |  |  |  |  |  |
| |                                                           |  |  |  |  |  |  |  |  |  |  |  |  |  |  |  |
| | 19. Elisabeth Albertine xứ Sachsen-Hildburghausen         |  |  |  |  |  |  |  |  |  |  |  |  |  |  |  |
| |                                                           |  |  |  |  |  |  |  |  |  |  |  |  |  |  |  |
| |                                                           |  |  |  |  |  |  |  |  |  |  |  |  |  |  |  |
| | 2. Victoria I của Liên hiệp Anh                           |  |  |  |  |  |  |  |  |  |  |  |  |  |  |  |
| |                                                           |  |  |  |  |  |  |  |  |  |  |  |  |  |  |  |
| |                                                           |  |  |  |  |  |  |  |  |  |  |  |  |  |  |  |
| | 20. Ernst Friedrich xứ Sachsen-Coburg-Saalfeld (= 24)     |  |  |  |  |  |  |  |  |  |  |  |  |  |  |  |
| |                                                           |  |  |  |  |  |  |  |  |  |  |  |  |  |  |  |
| |                                                           |  |  |  |  |  |  |  |  |  |  |  |  |  |  |  |
| | 10. Franz I xứ Sachsen-Coburg-Saalfeld (= 12)             |  |  |  |  |  |  |  |  |  |  |  |  |  |  |  |
| |                                                           |  |  |  |  |  |  |  |  |  |  |  |  |  |  |  |
| |                                                           |  |  |  |  |  |  |  |  |  |  |  |  |  |  |  |
| | 21. Sophie Antoinette xứ Braunschweig-Wolfenbüttel (= 25) |  |  |  |  |  |  |  |  |  |  |  |  |  |  |  |
| |                                                           |  |  |  |  |  |  |  |  |  |  |  |  |  |  |  |
| |                                                           |  |  |  |  |  |  |  |  |  |  |  |  |  |  |  |
| | 5. Victoire xứ Sachsen-Coburg-Saalfeld                    |  |  |  |  |  |  |  |  |  |  |  |  |  |  |  |
| |                                                           |  |  |  |  |  |  |  |  |  |  |  |  |  |  |  |
| |                                                           |  |  |  |  |  |  |  |  |  |  |  |  |  |  |  |
| | 22. Heinrich XXIV Reuß xứ Ebersdorf (= 26)                |  |  |  |  |  |  |  |  |  |  |  |  |  |  |  |
| |                                                           |  |  |  |  |  |  |  |  |  |  |  |  |  |  |  |
| |                                                           |  |  |  |  |  |  |  |  |  |  |  |  |  |  |  |
| | 11. Augusta Reuß xứ Ebersdorf (= 13)                      |  |  |  |  |  |  |  |  |  |  |  |  |  |  |  |
| |                                                           |  |  |  |  |  |  |  |  |  |  |  |  |  |  |  |
| |                                                           |  |  |  |  |  |  |  |  |  |  |  |  |  |  |  |
| | 23. Caroline Ernestine xứ Erbach-Schönberg (= 27)         |  |  |  |  |  |  |  |  |  |  |  |  |  |  |  |
| |                                                           |  |  |  |  |  |  |  |  |  |  |  |  |  |  |  |
| |                                                           |  |  |  |  |  |  |  |  |  |  |  |  |  |  |  |
| | 1. Edward VII của Liên hiệp Anh                           |  |  |  |  |  |  |  |  |  |  |  |  |  |  |  |
| |                                                           |  |  |  |  |  |  |  |  |  |  |  |  |  |  |  |
| |                                                           |  |  |  |  |  |  |  |  |  |  |  |  |  |  |  |
| | 24. Ernst Friedrich xứ Sachsen-Coburg-Saalfeld (= 20)     |  |  |  |  |  |  |  |  |  |  |  |  |  |  |  |
| |                                                           |  |  |  |  |  |  |  |  |  |  |  |  |  |  |  |
| |                                                           |  |  |  |  |  |  |  |  |  |  |  |  |  |  |  |
| | 12. Franz I xứ Sachsen-Coburg-Saalfeld (= 10)             |  |  |  |  |  |  |  |  |  |  |  |  |  |  |  |
| |                                                           |  |  |  |  |  |  |  |  |  |  |  |  |  |  |  |
| |                                                           |  |  |  |  |  |  |  |  |  |  |  |  |  |  |  |
| | 25. Sophie Antoinette xứ Braunschweig-Wolfenbüttel (= 21) |  |  |  |  |  |  |  |  |  |  |  |  |  |  |  |
| |                                                           |  |  |  |  |  |  |  |  |  |  |  |  |  |  |  |
| |                                                           |  |  |  |  |  |  |  |  |  |  |  |  |  |  |  |
| | 6. Ernst I xứ Sachsen-Coburg và Gotha                     |  |  |  |  |  |  |  |  |  |  |  |  |  |  |  |
| |                                                           |  |  |  |  |  |  |  |  |  |  |  |  |  |  |  |
| |                                                           |  |  |  |  |  |  |  |  |  |  |  |  |  |  |  |
| | 26. Heinrich XXIV Reuß xứ Ebersdorf (= 22)                |  |  |  |  |  |  |  |  |  |  |  |  |  |  |  |
| |                                                           |  |  |  |  |  |  |  |  |  |  |  |  |  |  |  |
| |                                                           |  |  |  |  |  |  |  |  |  |  |  |  |  |  |  |
| | 13. Augusta Reuß xứ Ebersdorf (= 11)                      |  |  |  |  |  |  |  |  |  |  |  |  |  |  |  |
| |                                                           |  |  |  |  |  |  |  |  |  |  |  |  |  |  |  |
| |                                                           |  |  |  |  |  |  |  |  |  |  |  |  |  |  |  |
| | 27. Caroline Ernestine xứ Erbach-Schönberg (= 23)         |  |  |  |  |  |  |  |  |  |  |  |  |  |  |  |
| |                                                           |  |  |  |  |  |  |  |  |  |  |  |  |  |  |  |
| |                                                           |  |  |  |  |  |  |  |  |  |  |  |  |  |  |  |
| | 3. Albrecht xứ Sachsen-Coburg và Gotha                    |  |  |  |  |  |  |  |  |  |  |  |  |  |  |  |
| |                                                           |  |  |  |  |  |  |  |  |  |  |  |  |  |  |  |
| |                                                           |  |  |  |  |  |  |  |  |  |  |  |  |  |  |  |
| | 28. Ernst II xứ Sachsen-Gotha-Altenburg                   |  |  |  |  |  |  |  |  |  |  |  |  |  |  |  |
| |                                                           |  |  |  |  |  |  |  |  |  |  |  |  |  |  |  |
| |                                                           |  |  |  |  |  |  |  |  |  |  |  |  |  |  |  |
| | 14. August I xứ Sachsen-Gotha-Altenburg                   |  |  |  |  |  |  |  |  |  |  |  |  |  |  |  |
| |                                                           |  |  |  |  |  |  |  |  |  |  |  |  |  |  |  |
| |                                                           |  |  |  |  |  |  |  |  |  |  |  |  |  |  |  |
| | 29. Charlotte xứ Sachsen-Meiningen                        |  |  |  |  |  |  |  |  |  |  |  |  |  |  |  |
| |                                                           |  |  |  |  |  |  |  |  |  |  |  |  |  |  |  |
| |                                                           |  |  |  |  |  |  |  |  |  |  |  |  |  |  |  |
| | 7. Luise Pauline xứ Sachsen-Gotha-Altenburg               |  |  |  |  |  |  |  |  |  |  |  |  |  |  |  |
| |                                                           |  |  |  |  |  |  |  |  |  |  |  |  |  |  |  |
| |                                                           |  |  |  |  |  |  |  |  |  |  |  |  |  |  |  |
| | 30. Friedrich Franz I xứ Mecklenburg                      |  |  |  |  |  |  |  |  |  |  |  |  |  |  |  |
| |                                                           |  |  |  |  |  |  |  |  |  |  |  |  |  |  |  |
| |                                                           |  |  |  |  |  |  |  |  |  |  |  |  |  |  |  |
| | 15. Luise Charlotte xứ Mecklenburg                        |  |  |  |  |  |  |  |  |  |  |  |  |  |  |  |
| |                                                           |  |  |  |  |  |  |  |  |  |  |  |  |  |  |  |
| |                                                           |  |  |  |  |  |  |  |  |  |  |  |  |  |  |  |
| | 31. Luise xứ Sachsen-Gotha-Altenburg                      |  |  |  |  |  |  |  |  |  |  |  |  |  |  |  |
| |                                                           |  |  |  |  |  |  |  |  |  |  |  |  |  |  |  |
| |                                                           |  |  |  |  |  |  |  |  |  |  |  |  |  |  |  |